# Ford Granada
Der Ford Granada (benannt nach der andalusischen Stadt Granada) ist ein Automobil von Ford of Europe mit Hinterradantrieb und in der oberen Mittelklasse angesiedelt. Es wurde von Frühjahr 1972 bis Anfang 1985 in Köln sowie Dagenham in zwei Generationen gebaut.
Der Granada war das Nachfolgemodell der Typen Taunus 20M/26M der Baureihe P7 und des britischen Ford Zephyr. Mit dem US-amerikanischen Modell dieser Bezeichnung hatte er nichts zu tun.
Das etwas einfacher ausgestattete Parallelmodell zum Granada war der Consul, Nachfolgemodell des 17m (P7), der die Mittelklasse bediente, während der luxuriösere Ford Granada auf die Oberklasse zielte. Consul und Granada unterschieden sich bis zur Zusammenlegung der Modellreihen im Frühjahr 1975 äußerlich unter anderem durch unterschiedliche Kühlergrills und Heckzierrat und verfügten außerdem über unterschiedliche Ausstattungen und Motorisierungen.
Der Consul wurde als Nachfolger des Taunus 17M vorwiegend mit Vierzylinder-Ottomotoren verkauft, es wurden jedoch auch der 2,3 V6 (L und GT) und der 3,0 V6 (GT) Motor angeboten. Im Vergleich wies der Granada eine wesentlich bessere Ausstattung auf und war bis 1975 ausschließlich mit V6-Motoren erhältlich. 

## Granada ’73/’76 (1972–1977)

### Allgemeines
Die Entwicklung dieser Limousine für den europäischen Markt begann bereits 1968. Nach Investitionen von 500 Millionen DM wurde der Granada im März 1972 auf dem Genfer Auto-Salon der Öffentlichkeit präsentiert. Der Granada war nach dem Escort und dem Taunus TC das dritte Modell, das aus einer Kooperation der englischen und deutschen Entwicklungsabteilungen von Ford entstand. Obwohl der Granada recht wuchtig wirkte, war die Karosserie etwa um 10 cm kompakter als bei der Vorgängerbaureihe. Trotzdem war er je nach Modell mindestens 140 kg schwerer.
Das Fahrwerk war mit Doppel-Querlenkern vorne und Einzelradaufhängung an schraubengefederten Schräglenkern hinten nicht nur im Vergleich zu den Vorgängermodellen aufwendiger und deutlich moderner konstruiert, sondern erreichte auch das Niveau wesentlich teurerer zeitgenössischer Konkurrenzprodukte. Die bei den Mitbewerbern bereits lange vorhandene Sicherheitslenksäule fand im neuen Modell nun ebenfalls Verwendung.
Die V-Motoren wurden von den Vorgängermodellen übernommen; ergänzt durch einen 3,0-Liter-V-Motor englischen Ursprungs (der sogenannte „Essex“-Motor des Ford-Werkes in Dagenham, Grafschaft Essex). Nur der beim Consul eingebaute 2,0-Liter-Reihenmotor mit obenliegender Nockenwelle aus dem Taunus TC war eine neuere Konstruktion.
Der Granada wurde auch als Kombi – „Turnier“ genannt – und Coupé angeboten, wobei letztere Variante zunächst mit einem Hüftschwung als „Fastback-Limousine“ (oder umgangssprachlich „Hüftschwung-Coupé“) im Verkaufsprogramm geführt wurde und eine zweitürige Limousine überflüssig machen sollte. Nachdem diese Anfang 1973 zusätzlich ins Verkaufsprogramm aufgenommen worden war, erhielt die „Fastback-Limousine“ offiziell den Namen „Coupé“. Anfang 1974 wurde zudem der Hüftschwung des Coupés begradigt.

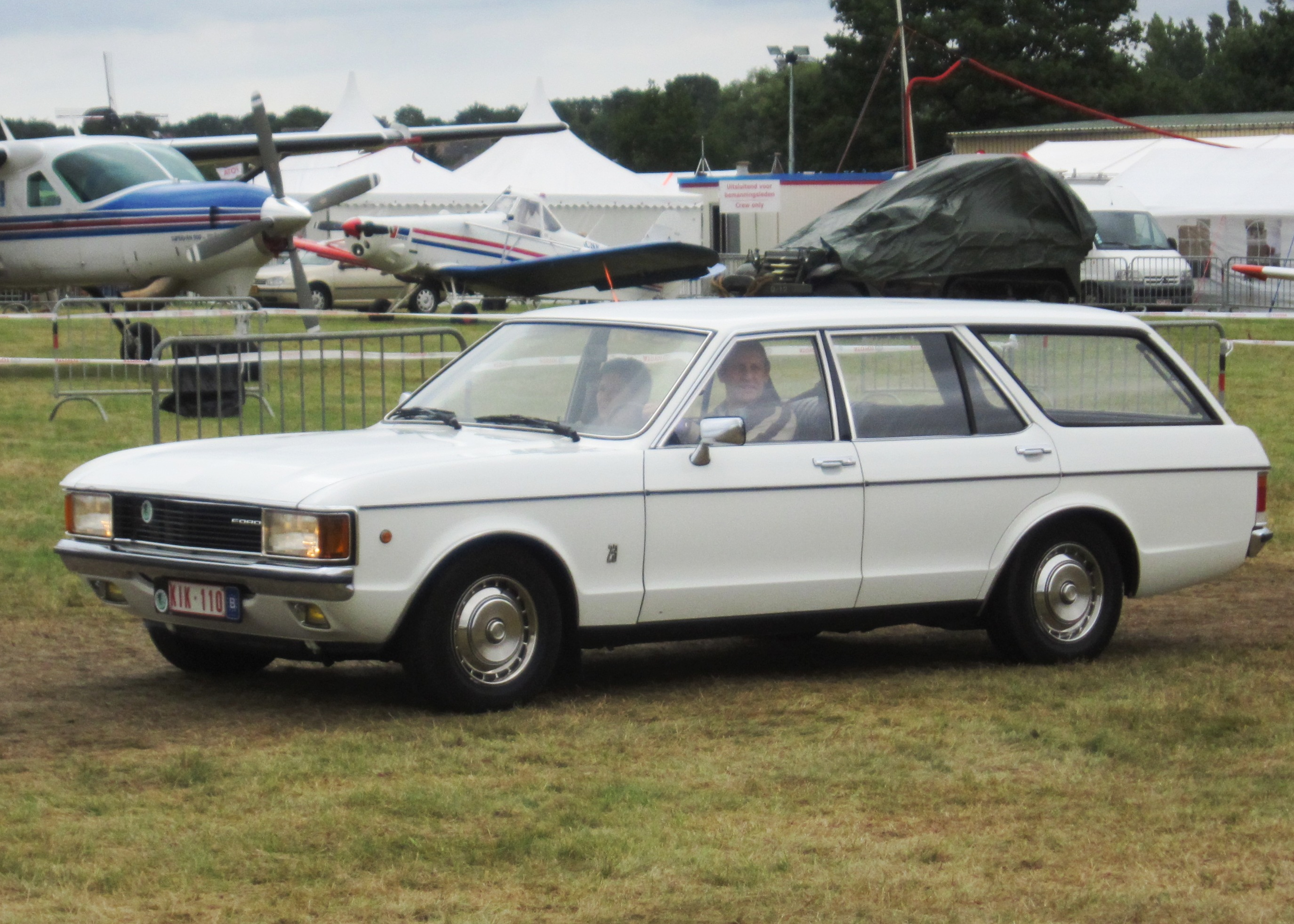
Ford Granada Turnier (1972–1975)
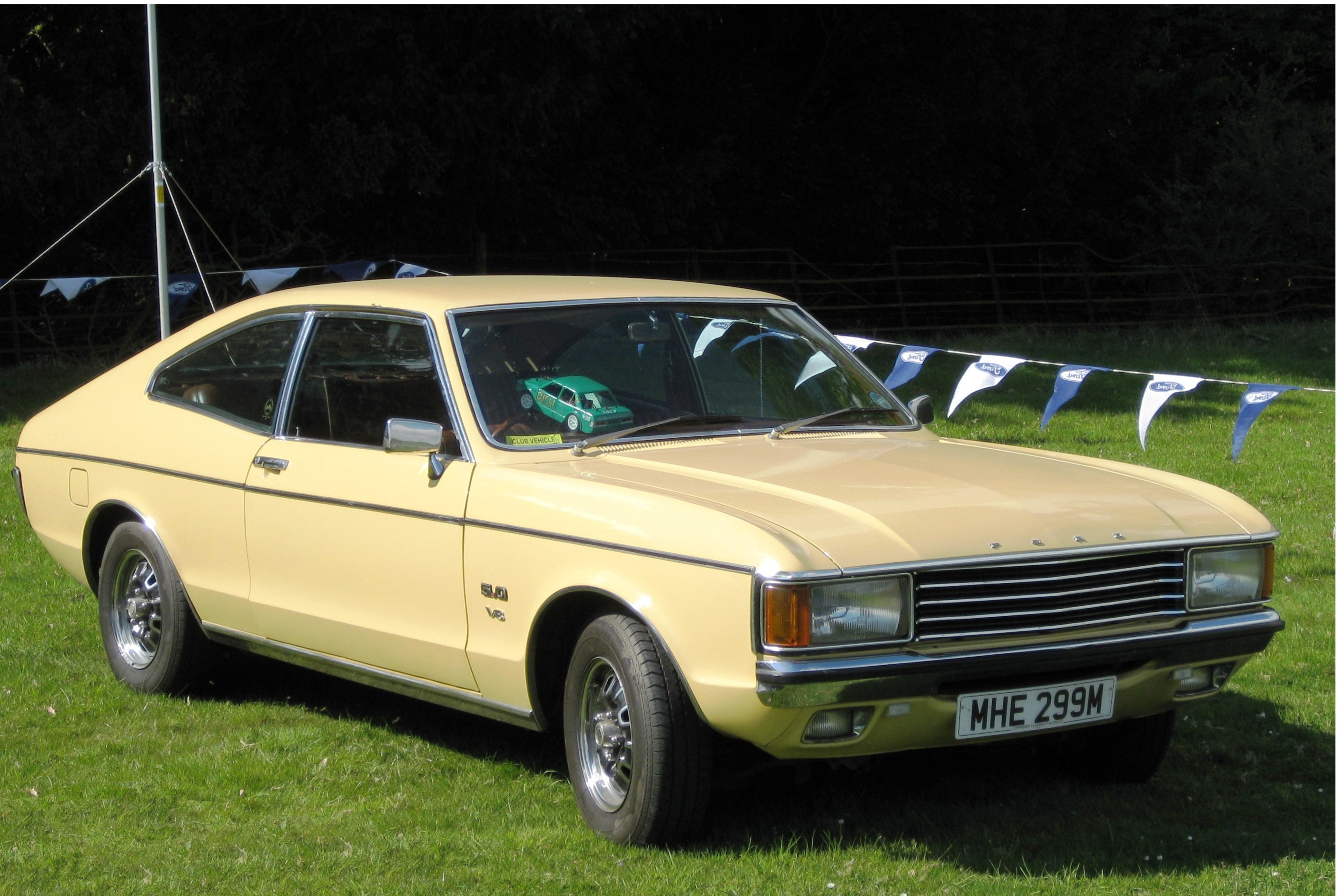
Ford Granada Fastback (1972–1974)
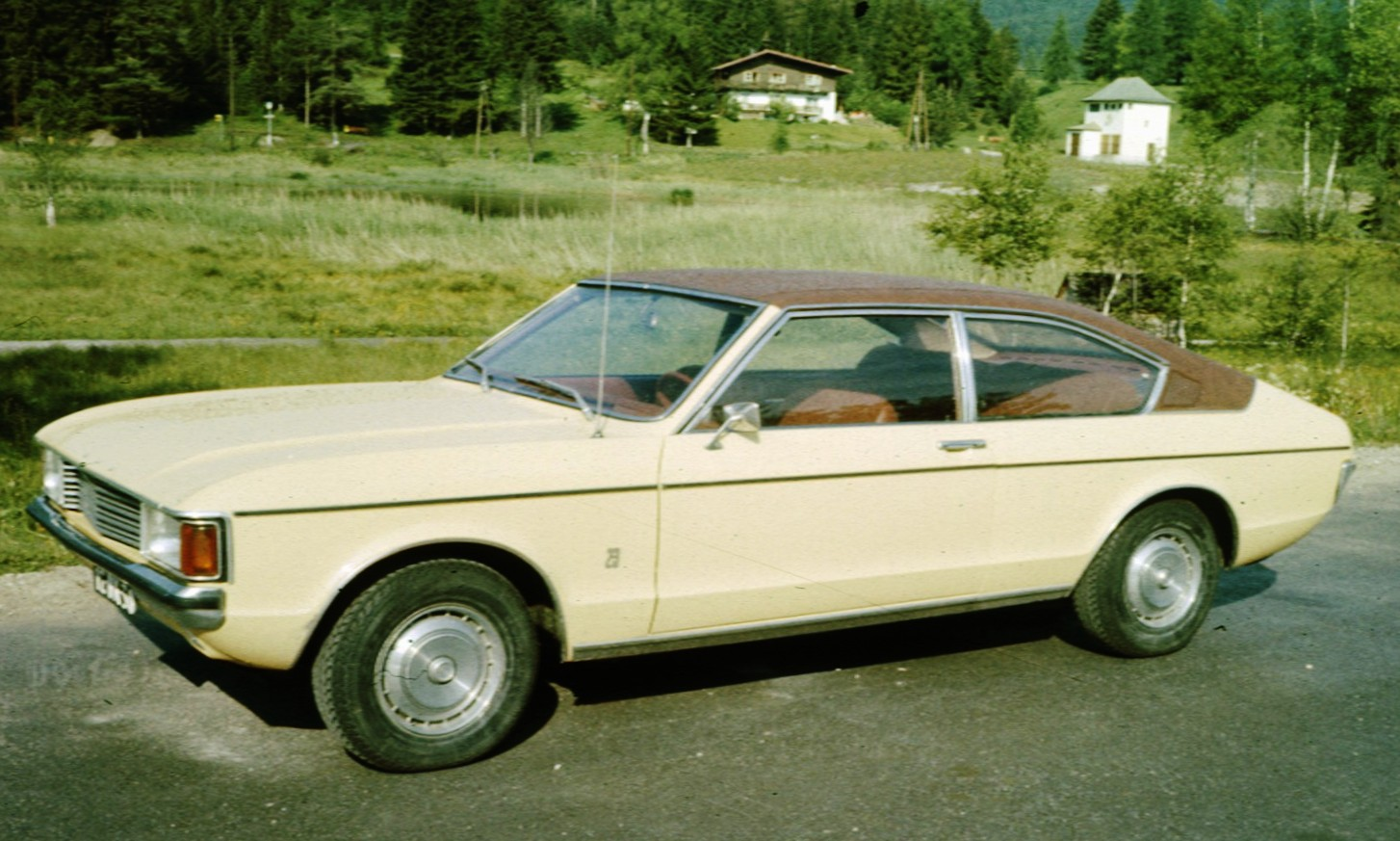
Ford Granada Coupé (1974–1975)
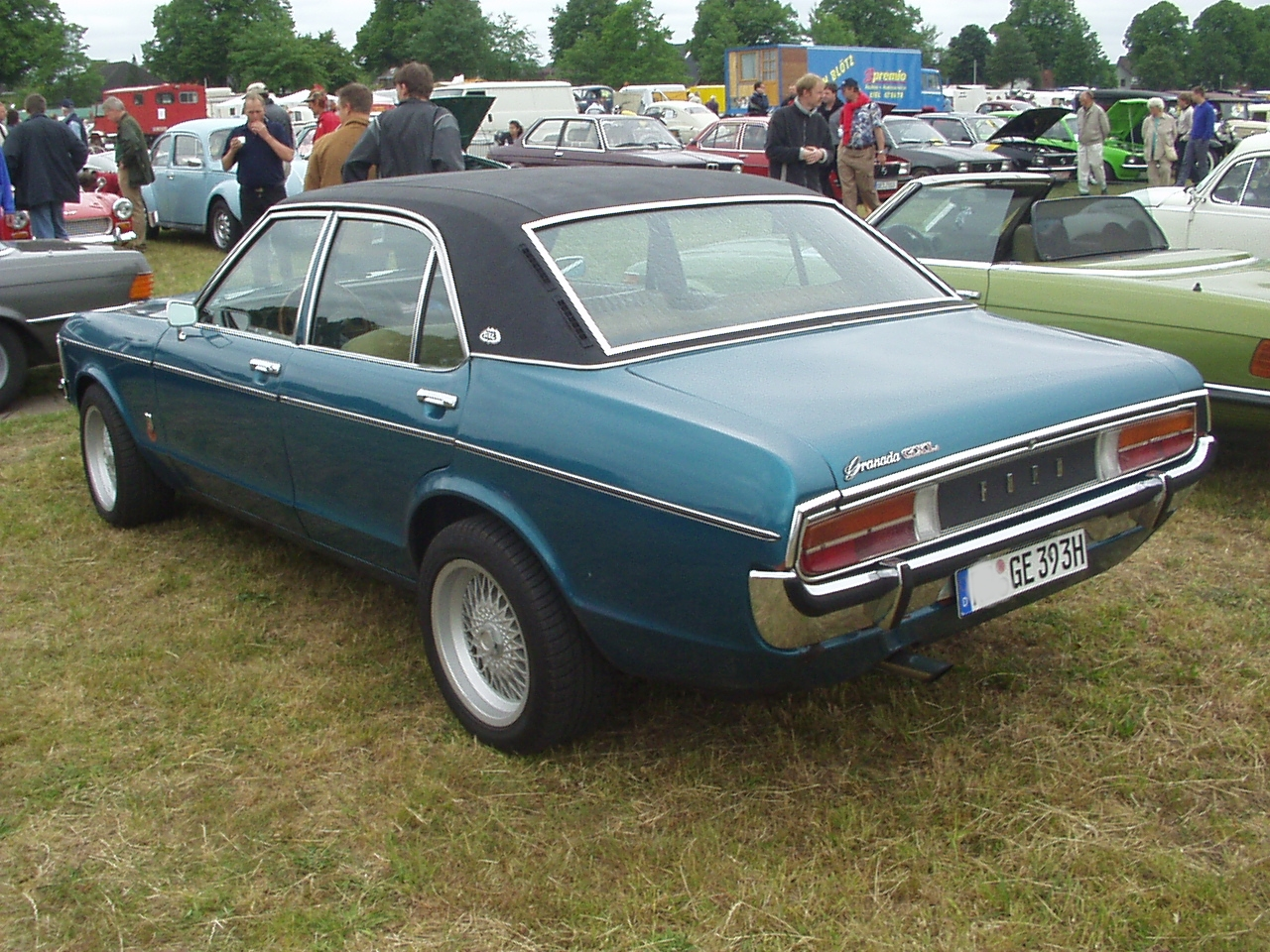
Topversion Ford Granada GXL

Bevor der Granada 1975 eine Modellpflege erhielt, gab es ein Sondermodell mit der Bezeichnung Granada Saphir in einer Auflage von 1000 Stück mit einer Zweifarben-Lackierung (entweder oben in Nachtblau und unten in Silber-Metallic oder oben in Beige und unten in Gold-Metallic) und einer Modellplakette mit fortlaufender Produktionsnummer im Innenraum. Die Ausstattung war geringfügig unterhalb der des Ghia angesiedelt.

### Modellpflege
Ab Mai 1975 wurden Consul und Granada zur Modellreihe Granada ’76 zusammengelegt, die fortan mit einem breiten Spektrum an Motoren und Ausstattungen das komplette Segment der oberen Mittelklasse bediente. Von der Basisausstattung bis zum Ghia wurden alle Versionen besser ausgestattet und ab Juli 1975 war für die Sechszylindermodelle eine Klimaanlage zum Aufpreis von 1528 DM erhältlich. Erkennbar waren die Modelle äußerlich am mattschwarzen Kühlergrill, schwarzlackierten Türfensterrahmen, geänderten Seitenzierleisten und schwarzen Gummistoßstangenhörnern. Zur Verbesserung der Übersicht wurden die Vordersitze erhöht und die Wagenfront um 12 mm abgesenkt. Die bereits im Februar 1974 eingeführte Ausstattungslinie Ghia behielt ihren Chromzierrat bei und ist außerdem an einem anderen Kühlergrill erkennbar.
Der Ford Granada der ersten Serie war Teilelieferant für diverse andere Fahrzeughersteller. Der britische Sportwagenhersteller TVR beispielsweise verwendete einzelne Motorvarianten und die Türgriffe für den Tasmin, und die Frontscheinwerfer wurden sowohl am De Tomaso Longchamp als auch am Panther Rio installiert. Mitte 1977 brannte jedoch das zentrale europäische Ersatzteillager von Ford größtenteils ab, wodurch die heutige Ersatzteilversorgung sehr erschwert wurde.
Im Innenraum wurde für den Granada '76 vor allem das Kombiinstrument geändert, das nun alle Anzeigen hinter einer gemeinsamen großen Kunststoffscheibe vereinte und in der GL- und Ghia-Ausstattung weiterhin neben dem Tankinhalt und der Kühlmitteltemperatur zeittypische und heute unübliche Anzeigen für den Ladestrom in Form eines Ampèremeters sowie ein Öldruckmanometer besaß. Die Zeituhr war vom Platz in der Mitte über der Ablage für den Beifahrer in die Mittelkonsole verlegt worden und bei Ghia-Ausstattungen in Form einer Digitaluhr ausgeführt. Der Zigarettenanzünder wurde rechts neben den Aschenbecher in einen mit einer separaten Klappe zu verschließenden „Raucherbereich“ verlegt. 

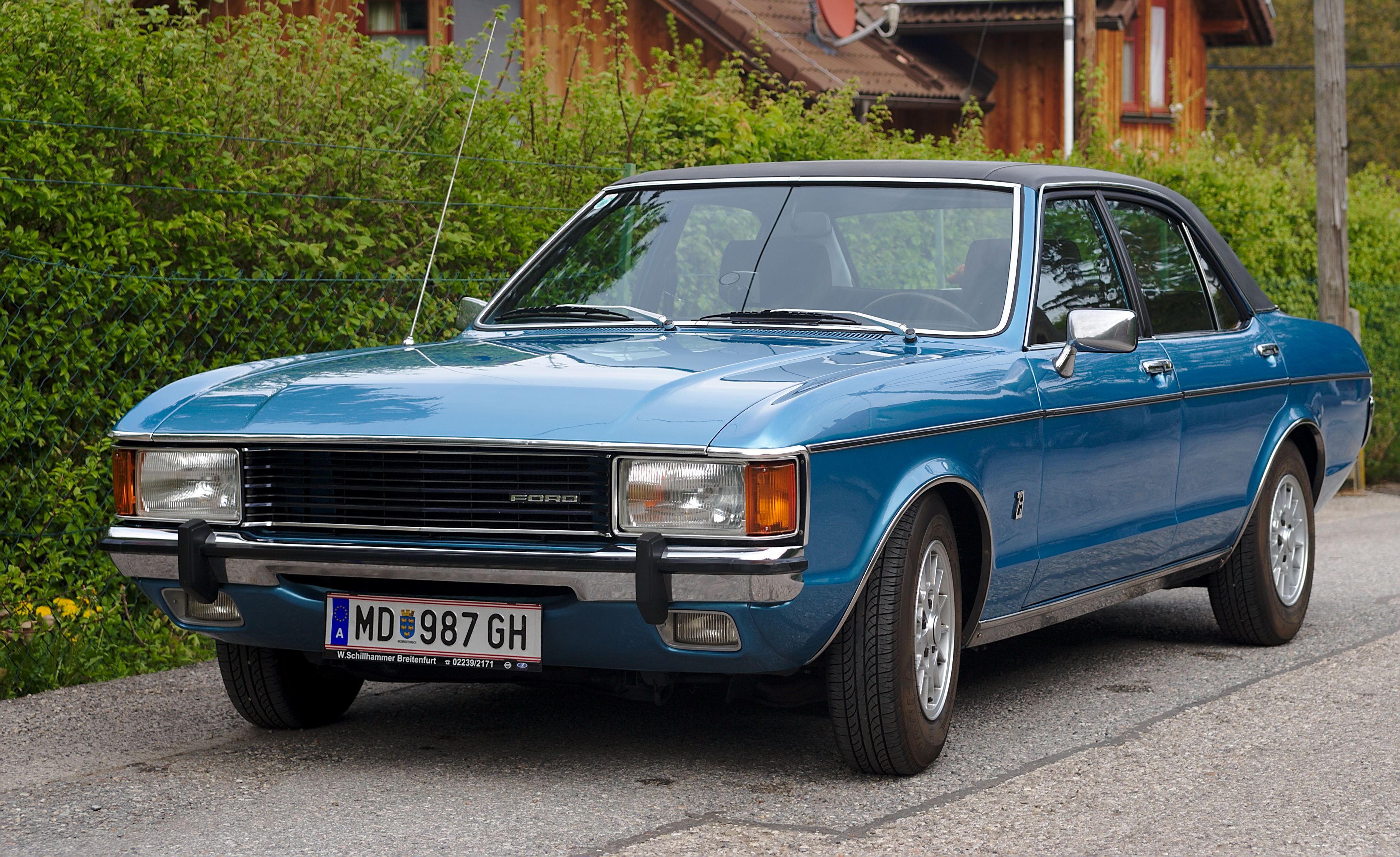
Ford Granada Limousine (1975–1977)
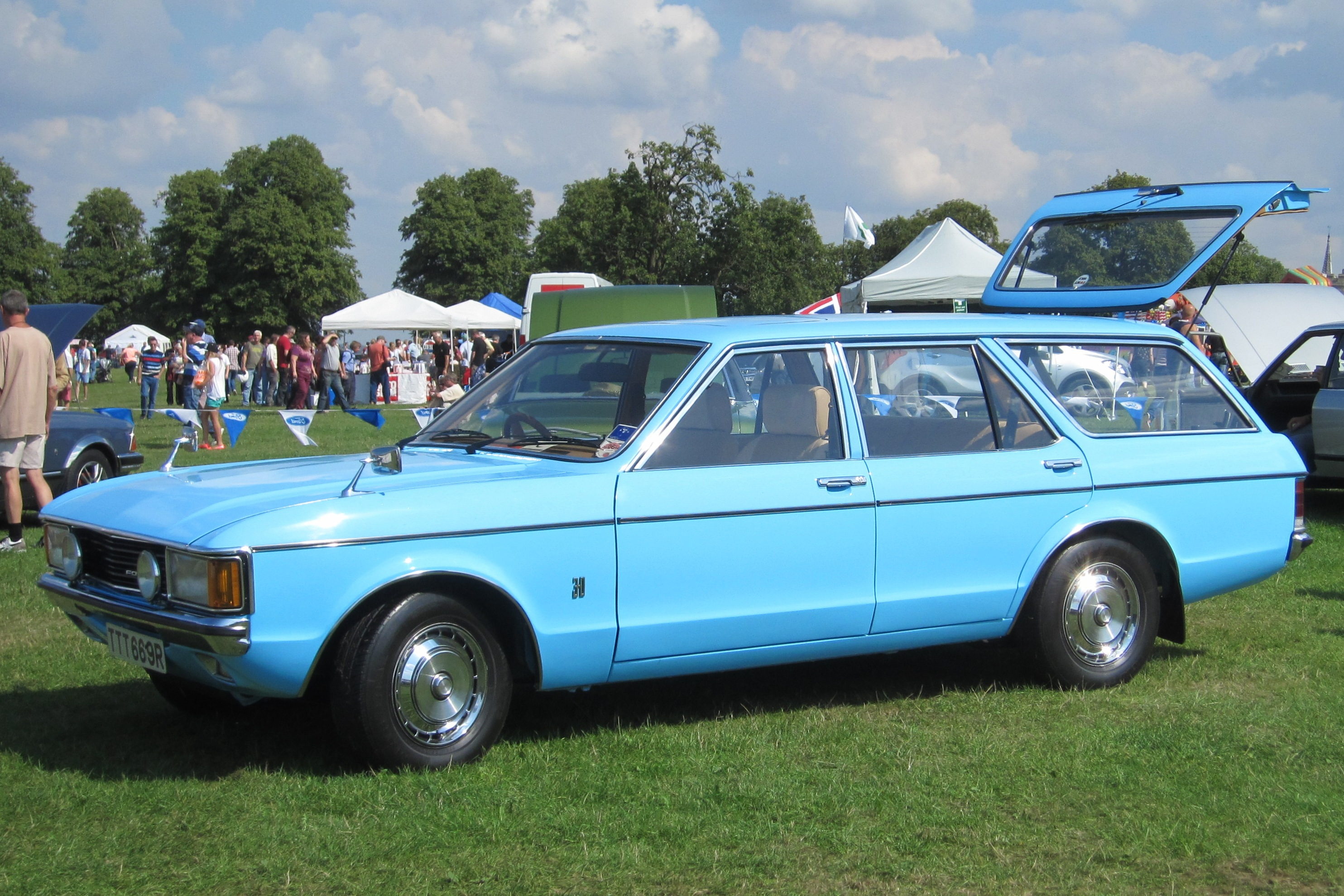
Ford Granada Turnier (1975–1977)
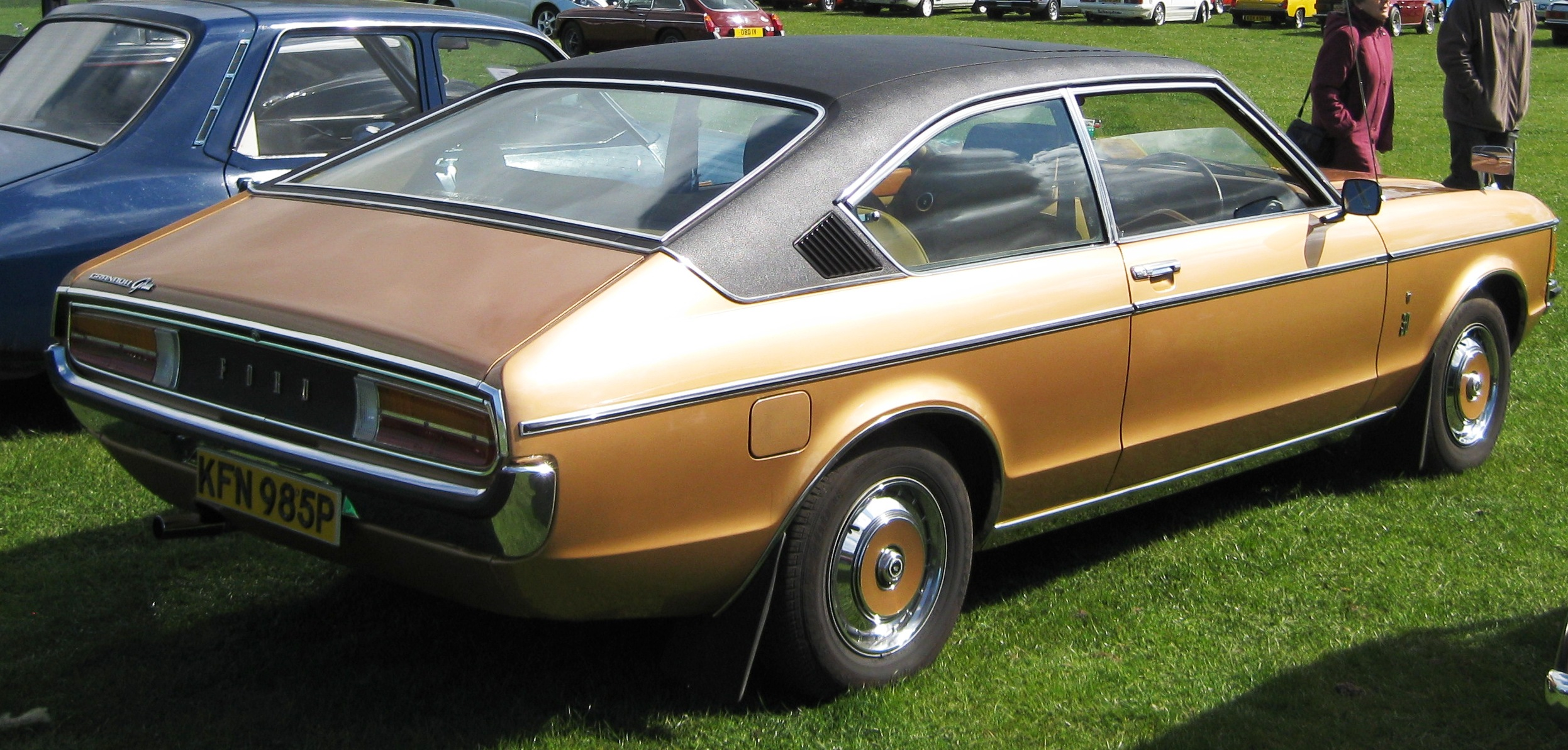
Ford Granada Coupé (1975–1977)
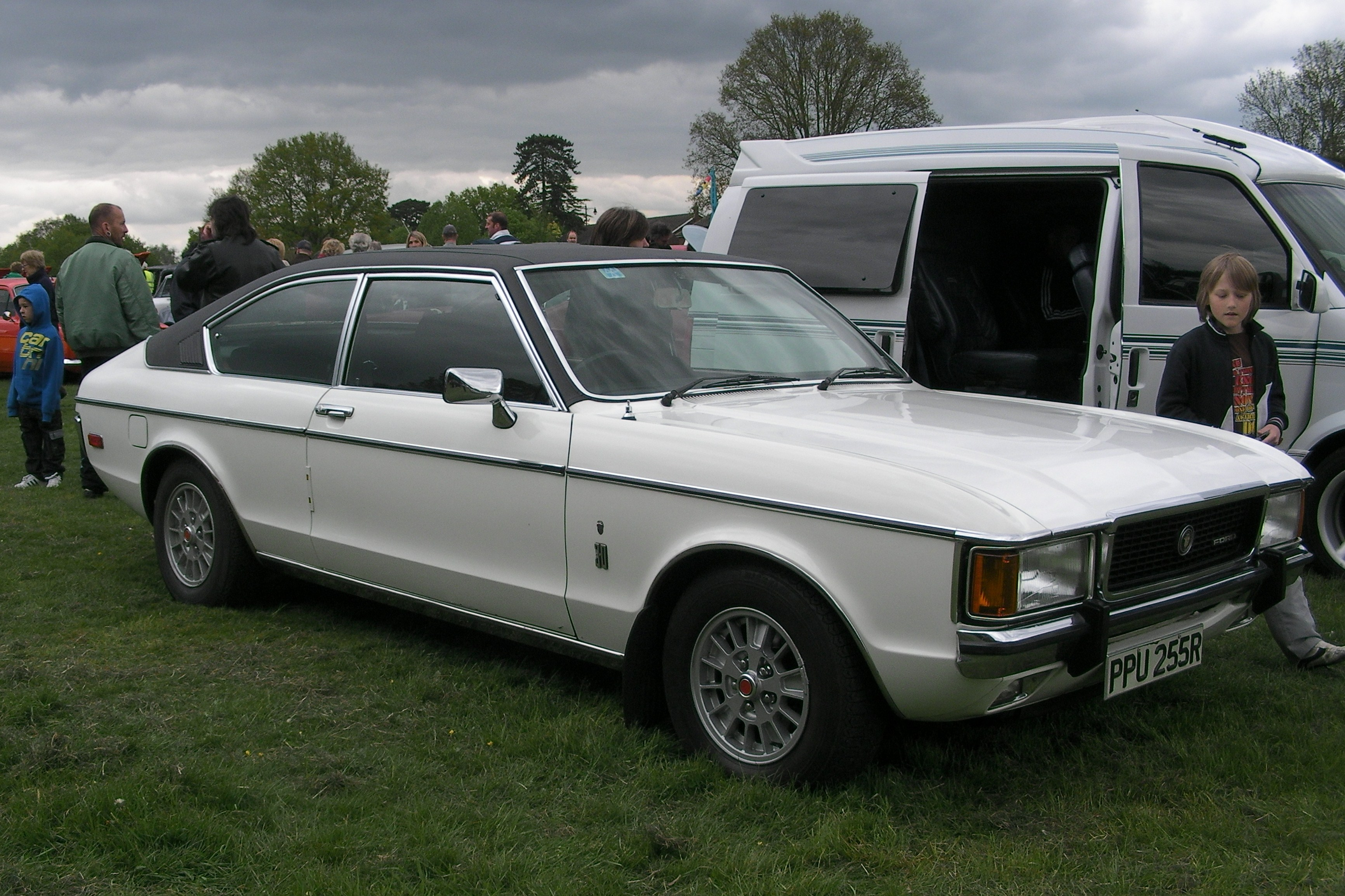
Ford Granada Coupé 3,0 Ghia
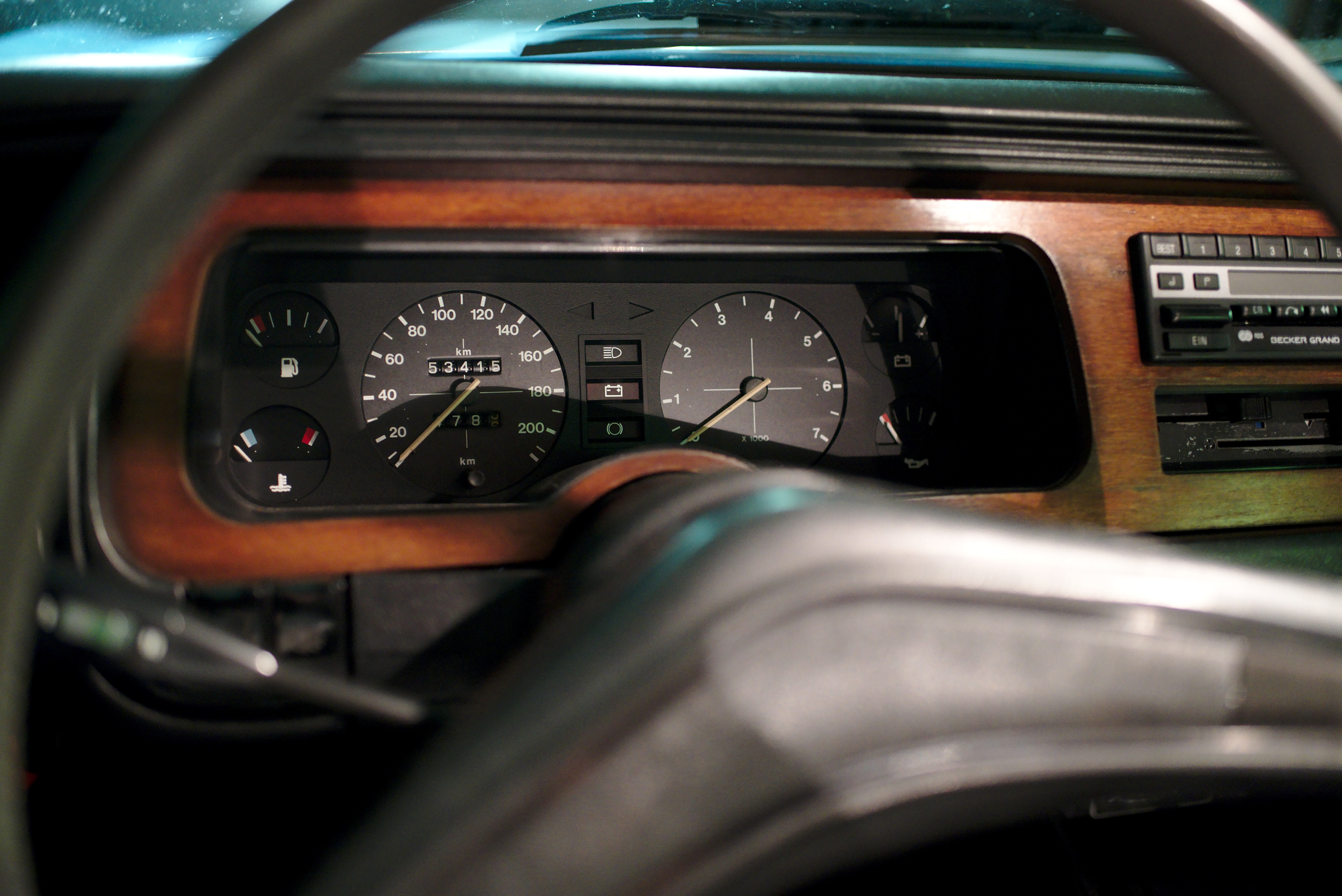
Kombiinstrument des Ford Granada Ghia (1975–1977)

Das britische Karosseriewerk Coleman Milne stellte zahlreiche verlängerte Fahrzeuge auf Basis des Ford Granada her; Grundlage waren alle werksseitig angebotenen Karosserieversionen einschließlich der Fließheck-Modelle.
Im September 1977 wurde auf der Internationalen Automobil-Ausstellung in Frankfurt ein erheblich überarbeiteter Granada '78 als Nachfolger vorgestellt.
| Technische Daten Ford Consul/Granada 1972–1977 | | | | | | | | | | |
| Ford Consul/Granada:                           | 1700 N (nur Consul) | 1700 S (nur Consul) | 1700 N (nur Granada) | 1700 S (nur Granada) | 2000 S (nur Consul) | 2000 V6 | 2300 V6 | 2600 V6 | 3000 V6 | 2,8 i (nur Granada) |
| Baujahre                                       | 1973–75 | 1972–74 | 1975 | 1975–77 | 1972–75 | 1974–77 | 1972–77 | 1972–77 | 1972–77 | 1976–77 |
| Motor:                                         | 4-Zylinder-V-Motor (Viertakt, 60°) mit Ausgleichswelle                                                                                 | 4-Zylinder-V-Motor (Viertakt, 60°) mit Ausgleichswelle                                                                                 | 4-Zylinder-V-Motor (Viertakt, 60°) mit Ausgleichswelle                                                                                 | 4-Zylinder-V-Motor (Viertakt, 60°) mit Ausgleichswelle                                                                                 | 4-Zylinder-Reihenmotor (Viertakt) | 6-Zylinder-V-Motor (Viertakt; Zylinderwinkel 60°)                                                                                      | 6-Zylinder-V-Motor (Viertakt; Zylinderwinkel 60°)                                                                                      | 6-Zylinder-V-Motor (Viertakt; Zylinderwinkel 60°)                                                                                      | 6-Zylinder-V-Motor (Viertakt; Zylinderwinkel 60°)                                                                                      | 6-Zylinder-V-Motor (Viertakt; Zylinderwinkel 60°)                                                                                      |
| Ventilsteuerung:                               | OHV-Ventilsteuerung, zentrale Nockenwelle, Stirnräder                                                                                  | OHV-Ventilsteuerung, zentrale Nockenwelle, Stirnräder                                                                                  | OHV-Ventilsteuerung, zentrale Nockenwelle, Stirnräder                                                                                  | OHV-Ventilsteuerung, zentrale Nockenwelle, Stirnräder                                                                                  | obenliegende Nockenwelle (OHC), Zahnriemen                                                                                             | OHV, zentrale Nockenwelle Stirnräder                                                                                                   | OHV, zentrale Nockenwelle Stirnräder                                                                                                   | OHV, zentrale Nockenwelle Stirnräder                                                                                                   | OHV, zentrale Nockenwelle Stirnräder                                                                                                   | OHV, zentrale Nockenwelle Stirnräder                                                                                                   |
| Hubraum:                                       | 1699 cm³ | 1699 cm³ | 1699 cm³ | 1699 cm³ | 1993 cm³ | 1998 cm³ | 2293 cm³ | 2550 cm³ | 2993 cm³ | 2792 cm³ |
| Bohrung × Hub:                                 | 90 mm × 66,8 mm | 90 mm × 66,8 mm | 90 mm × 66,8 mm | 90 mm × 66,8 mm | 90,82 mm × 76,95 mm | 84 mm × 60,14 mm | 90 mm × 60,14 mm | 90 mm × 66,8 mm | 93,67 mm × 72,42 mm | 93 mm × 68,5 mm |
| Leistung bei 1/min:                            | 48 kW (65 PS) bei 4800 | 55 kW (75 PS) bei 5000 | 51 kW (70 PS) bei 5000 | 55 kW (75 PS) bei 5000 | 73 kW (99 PS) bei 5500 | 66 kW (90 PS) bei 5000 | 79 kW (108 PS) bei 5000 | 92 kW (125 PS) bei 5000 | 101 kW (138 PS) bei 5000 | 110 kW (150 PS) bei 5700 |
| Max. Drehmoment bei 1/min:                     | 124 Nm bei 2400 | 127 Nm bei 2500 | 120 Nm bei 3000 | 126 Nm bei 2500 | 151 Nm bei 4000 | 149 Nm bei 3000 | 176 Nm bei 3000 | 201 Nm bei 3500 | 235 Nm bei 3000 | 209 Nm bei 4000 |
| Gemischaufbereitung:                           | 1 Fallstromverg. (Ford) | 1 Register-Fallstromvergaser (Solex)                                                                                                   | 1 Register-Fallstromvergaser (Solex)                                                                                                   | 1 Register-Fallstromvergaser (Solex)                                                                                                   | 1 Register-Vergaser (Weber) | 1 Doppel-Fallstromvergaser (Solex/Weber)                                                                                               | 1 Doppel-Fallstromvergaser (Solex/Weber)                                                                                               | 1 Doppel-Fallstromvergaser (Solex/Weber)                                                                                               | 1 Doppel-Fallstromvergaser (Solex/Weber)                                                                                               | Einspritzung (Bosch K-Jetronic) |
| Kühlung:                                       | Wasserkühlung | Wasserkühlung | Wasserkühlung | Wasserkühlung | Wasserkühlung | Wasserkühlung | Wasserkühlung | Wasserkühlung | Wasserkühlung | Wasserkühlung |
| Getriebe:                                      | 4-Gang-Getriebe a. W. (außer 1700 N) Dreistufen-Automatik (Ford C3)                                                                    | 4-Gang-Getriebe a. W. (außer 1700 N) Dreistufen-Automatik (Ford C3)                                                                    | 4-Gang-Getriebe a. W. (außer 1700 N) Dreistufen-Automatik (Ford C3)                                                                    | 4-Gang-Getriebe a. W. (außer 1700 N) Dreistufen-Automatik (Ford C3)                                                                    | 4-Gang-Getriebe a. W. (außer 1700 N) Dreistufen-Automatik (Ford C3)                                                                    | 4-Gang-Getriebe a. W. (außer 1700 N) Dreistufen-Automatik (Ford C3)                                                                    | 4-Gang-Getriebe a. W. (außer 1700 N) Dreistufen-Automatik (Ford C3)                                                                    | 4-Gang-Getriebe a. W. (außer 1700 N) Dreistufen-Automatik (Ford C3)                                                                    | 4-Gang-Getriebe a. W. (außer 1700 N) Dreistufen-Automatik (Ford C3)                                                                    | 4-Gang-Getriebe a. W. (außer 1700 N) Dreistufen-Automatik (Ford C3)                                                                    |
| Radaufhängung vorn:                            | Einzelradaufhängung an Doppelquerlenkern, Schraubenfedern                                                                              | Einzelradaufhängung an Doppelquerlenkern, Schraubenfedern                                                                              | Einzelradaufhängung an Doppelquerlenkern, Schraubenfedern                                                                              | Einzelradaufhängung an Doppelquerlenkern, Schraubenfedern                                                                              | Einzelradaufhängung an Doppelquerlenkern, Schraubenfedern                                                                              | Einzelradaufhängung an Doppelquerlenkern, Schraubenfedern                                                                              | Einzelradaufhängung an Doppelquerlenkern, Schraubenfedern                                                                              | Einzelradaufhängung an Doppelquerlenkern, Schraubenfedern                                                                              | Einzelradaufhängung an Doppelquerlenkern, Schraubenfedern                                                                              | Einzelradaufhängung an Doppelquerlenkern, Schraubenfedern                                                                              |
| Radaufhängung hinten:                          | Schräglenkerachse, Schraubenfedern | Schräglenkerachse, Schraubenfedern | Schräglenkerachse, Schraubenfedern | Schräglenkerachse, Schraubenfedern | Schräglenkerachse, Schraubenfedern | Schräglenkerachse, Schraubenfedern | Schräglenkerachse, Schraubenfedern | Schräglenkerachse, Schraubenfedern | Schräglenkerachse, Schraubenfedern | Schräglenkerachse, Schraubenfedern |
| Bremsen:                                       | Scheibenbremsen vorne (Ø 269 mm) 2,6 Liter, 3 Liter sowie 2,8 Liter innenbelüftet, Trommelbremsen hinten (Ø 228,7 mm, Turnier: 254 mm) | Scheibenbremsen vorne (Ø 269 mm) 2,6 Liter, 3 Liter sowie 2,8 Liter innenbelüftet, Trommelbremsen hinten (Ø 228,7 mm, Turnier: 254 mm) | Scheibenbremsen vorne (Ø 269 mm) 2,6 Liter, 3 Liter sowie 2,8 Liter innenbelüftet, Trommelbremsen hinten (Ø 228,7 mm, Turnier: 254 mm) | Scheibenbremsen vorne (Ø 269 mm) 2,6 Liter, 3 Liter sowie 2,8 Liter innenbelüftet, Trommelbremsen hinten (Ø 228,7 mm, Turnier: 254 mm) | Scheibenbremsen vorne (Ø 269 mm) 2,6 Liter, 3 Liter sowie 2,8 Liter innenbelüftet, Trommelbremsen hinten (Ø 228,7 mm, Turnier: 254 mm) | Scheibenbremsen vorne (Ø 269 mm) 2,6 Liter, 3 Liter sowie 2,8 Liter innenbelüftet, Trommelbremsen hinten (Ø 228,7 mm, Turnier: 254 mm) | Scheibenbremsen vorne (Ø 269 mm) 2,6 Liter, 3 Liter sowie 2,8 Liter innenbelüftet, Trommelbremsen hinten (Ø 228,7 mm, Turnier: 254 mm) | Scheibenbremsen vorne (Ø 269 mm) 2,6 Liter, 3 Liter sowie 2,8 Liter innenbelüftet, Trommelbremsen hinten (Ø 228,7 mm, Turnier: 254 mm) | Scheibenbremsen vorne (Ø 269 mm) 2,6 Liter, 3 Liter sowie 2,8 Liter innenbelüftet, Trommelbremsen hinten (Ø 228,7 mm, Turnier: 254 mm) | Scheibenbremsen vorne (Ø 269 mm) 2,6 Liter, 3 Liter sowie 2,8 Liter innenbelüftet, Trommelbremsen hinten (Ø 228,7 mm, Turnier: 254 mm) |
| Lenkung:                                       | Zahnstangenlenkung | Zahnstangenlenkung | Zahnstangenlenkung | Zahnstangenlenkung | Zahnstangenlenkung | Zahnstangenlenkung | Zahnstangenlenkung | Zahnstangenlenkung | Zahnstangenlenkung | Zahnstangenlenkung |
| Karosserie:                                    | Stahlblech, selbsttragend | Stahlblech, selbsttragend | Stahlblech, selbsttragend | Stahlblech, selbsttragend | Stahlblech, selbsttragend | Stahlblech, selbsttragend | Stahlblech, selbsttragend | Stahlblech, selbsttragend | Stahlblech, selbsttragend | Stahlblech, selbsttragend |
| Spurweite vorn/hinten:                         | 1511/1537 mm (L/GL/Ghia: 1524/1550 mm)                                                                                                 | 1511/1537 mm (L/GL/Ghia: 1524/1550 mm)                                                                                                 | 1511/1537 mm (L/GL/Ghia: 1524/1550 mm)                                                                                                 | 1511/1537 mm (L/GL/Ghia: 1524/1550 mm)                                                                                                 | 1511/1537 mm (L/GL/Ghia: 1524/1550 mm)                                                                                                 | 1511/1537 mm (L/GL/Ghia: 1524/1550 mm)                                                                                                 | 1511/1537 mm (L/GL/Ghia: 1524/1550 mm)                                                                                                 | 1511/1537 mm (L/GL/Ghia: 1524/1550 mm)                                                                                                 | 1511/1537 mm (L/GL/Ghia: 1524/1550 mm)                                                                                                 | 1511/1537 mm (L/GL/Ghia: 1524/1550 mm)                                                                                                 |
| Radstand:                                      | 2769 mm | 2769 mm | 2769 mm | 2769 mm | 2769 mm | 2769 mm | 2769 mm | 2769 mm | 2769 mm | 2769 mm |
| Länge:                                         | 4572–4646 mm (Turnier: 4674–4696 mm)                                                                                                   | 4572–4646 mm (Turnier: 4674–4696 mm)                                                                                                   | 4572–4646 mm (Turnier: 4674–4696 mm)                                                                                                   | 4572–4646 mm (Turnier: 4674–4696 mm)                                                                                                   | 4572–4646 mm (Turnier: 4674–4696 mm)                                                                                                   | 4572–4646 mm (Turnier: 4674–4696 mm)                                                                                                   | 4572–4646 mm (Turnier: 4674–4696 mm)                                                                                                   | 4572–4646 mm (Turnier: 4674–4696 mm)                                                                                                   | 4572–4646 mm (Turnier: 4674–4696 mm)                                                                                                   | 4572–4646 mm (Turnier: 4674–4696 mm)                                                                                                   |
| Leergewicht:                                   | 1190–1470 kg | 1190–1470 kg | 1190–1470 kg | 1190–1470 kg | 1190–1470 kg | 1190–1470 kg | 1190–1470 kg | 1190–1470 kg | 1190–1470 kg | 1190–1470 kg |
| Höchstgeschwindigkeit:                         | 136 km/h | 140–145 km/h | 143 km/h | 140–145 km/h | 156–161 km/h | 150–155 km/h | 159–164 km/h | 170–175 km/h | 177–182 km/h | 183–190 km/h |
| 0–100 km/h:                                    | 22–25 s | 19–26 s | 21–23 s | 19,5–24 s | 14–19 s | 15–20,5 s | 13,5–18 s | 12–15,5 s | 11–14 s | 10,5–12,5 s |
| Verbrauch (Liter/100 Kilometer):               | 13,0–13,5 N | 13,0–13,5 S | 13,0–13,5 N | 13,0–13,5 S | 13,5–14,5 S | 13,5–14,5 S | 14,0–15,0 S | 14,5–15,5 S | 15,0–16,0 S | 14,5–15,5 S |

## Granada ’78/’82 (1977–1985)

### Allgemeines
Im August 1977 erschien der äußerlich stark modernisierte Granada ’78. Das Design stammte von Uwe Bahnsen und war ein vergrößertes Facelift, das die Dachpartie, die Front und das Heck betraf. Der Turnier blieb bis auf die Frontgestaltung und die Heckstoßstange unverändert, lediglich die Chromrahmen der Rückleuchten entfielen und der Griff der Kofferraumklappe wurde verkleinert.
Auf Basis des Granada ’78 entstand auch das ausschließlich als Turnier (Kombi) erhältliche limitierte Sondermodell Granada Chasseur, das auf der Ausstattungslinie Granada GLS basierte und unter anderem spezielle Stoffbezüge, eine zweifarbige Sonderlackierung, Bronze-Colorglas, ein passendes Koffersortiment sowie einen V6-Motor (2,3 Liter, 114 PS) beinhaltete.
Ein Granada Coupé wurde von dieser Generation hingegen nicht mehr gebaut. Einziger Zweitürer im Programm war die Stufenhecklimousine, deren Produktion aufgrund der immer geringer werdenden Nachfrage im Spätsommer 1981 eingestellt wurde.

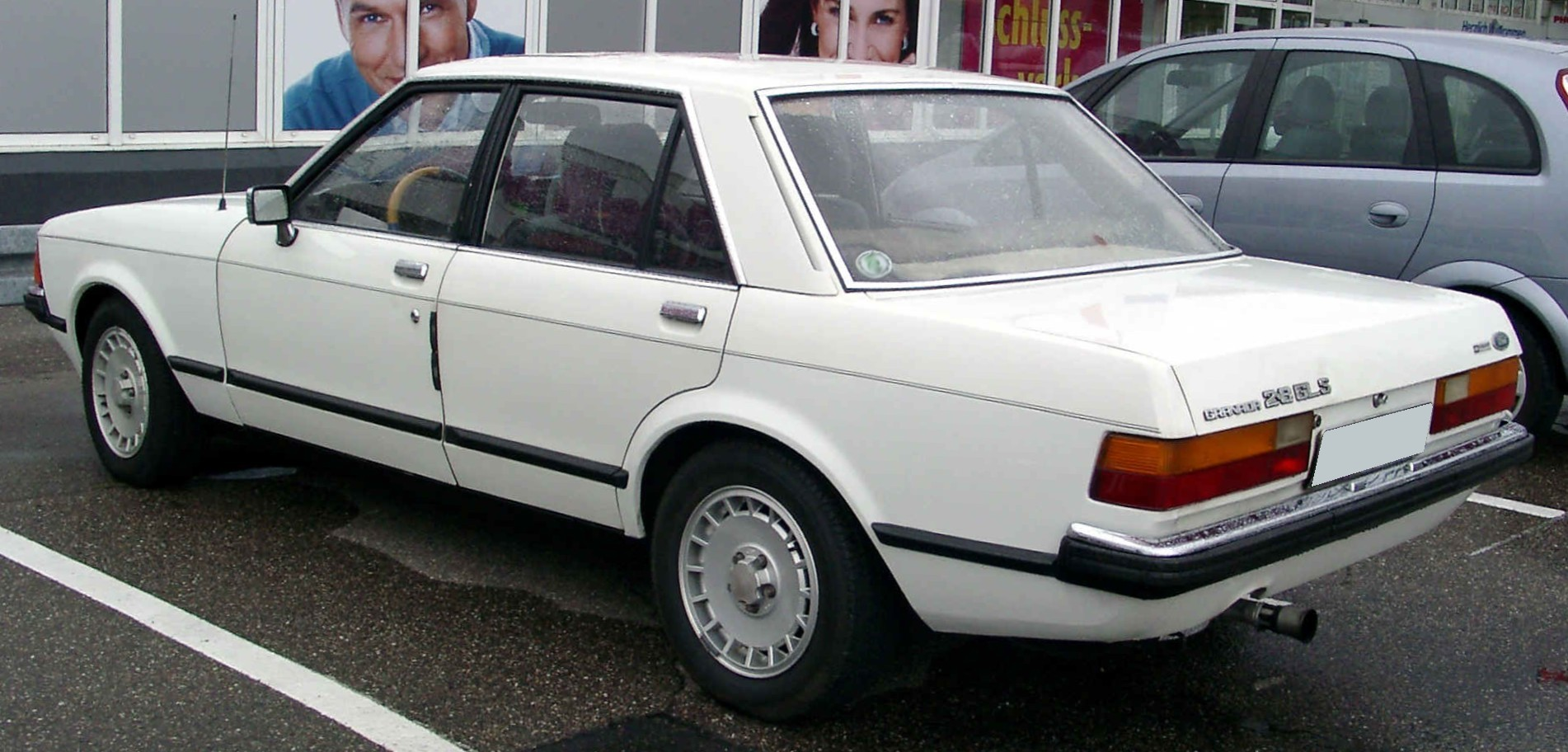
Heckansicht
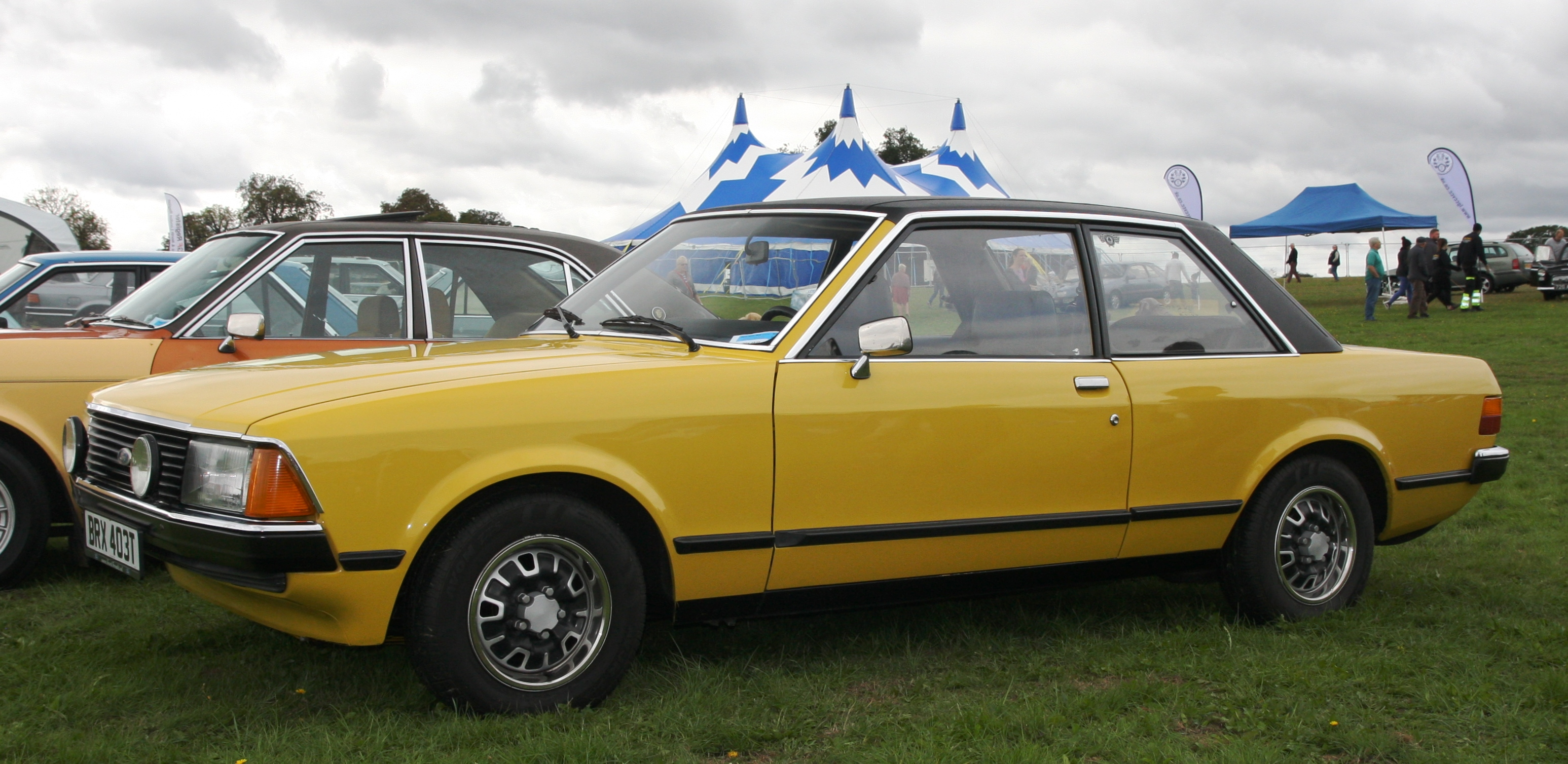
Ford Granada als zweitürige Limousine
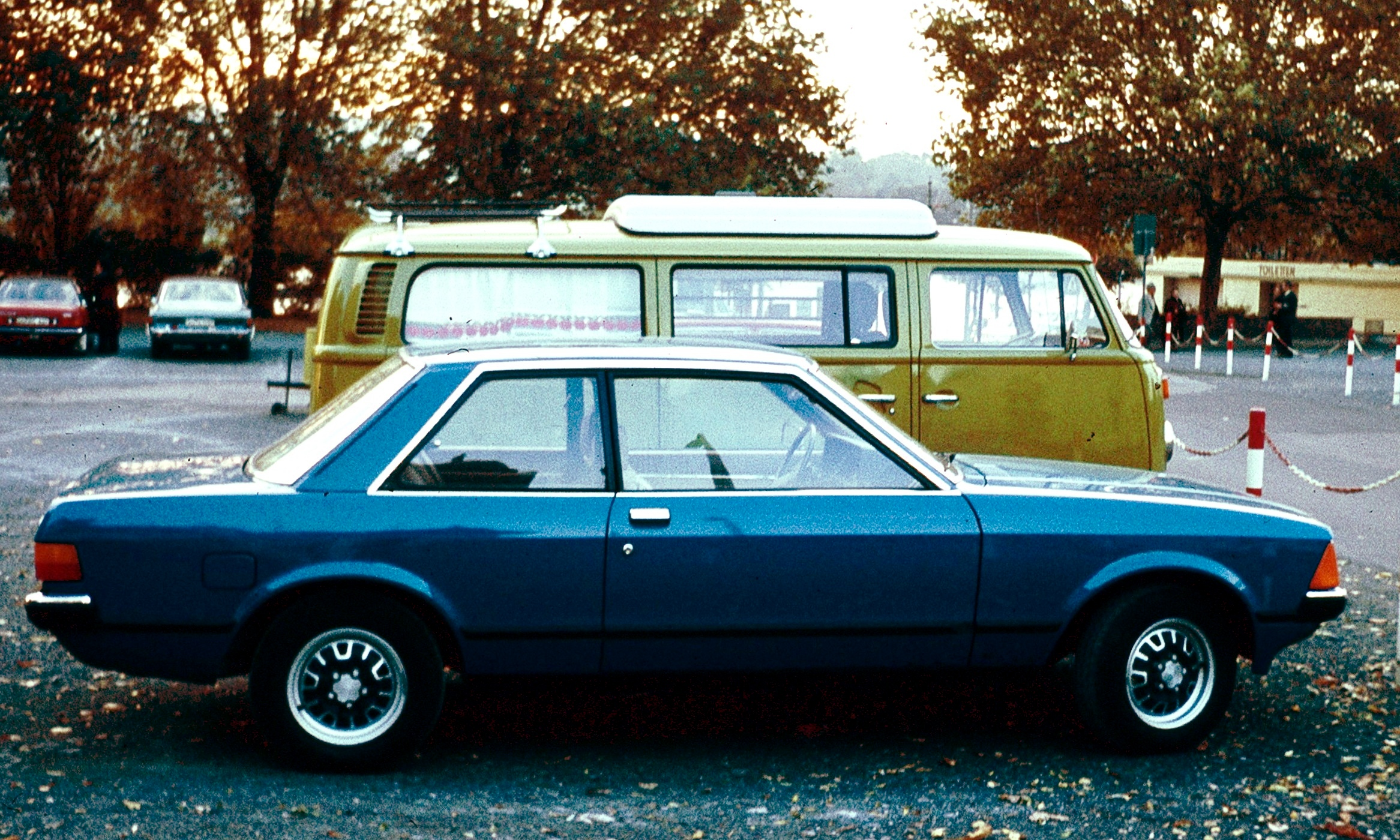
Ford Granada als zweitürige Limousine
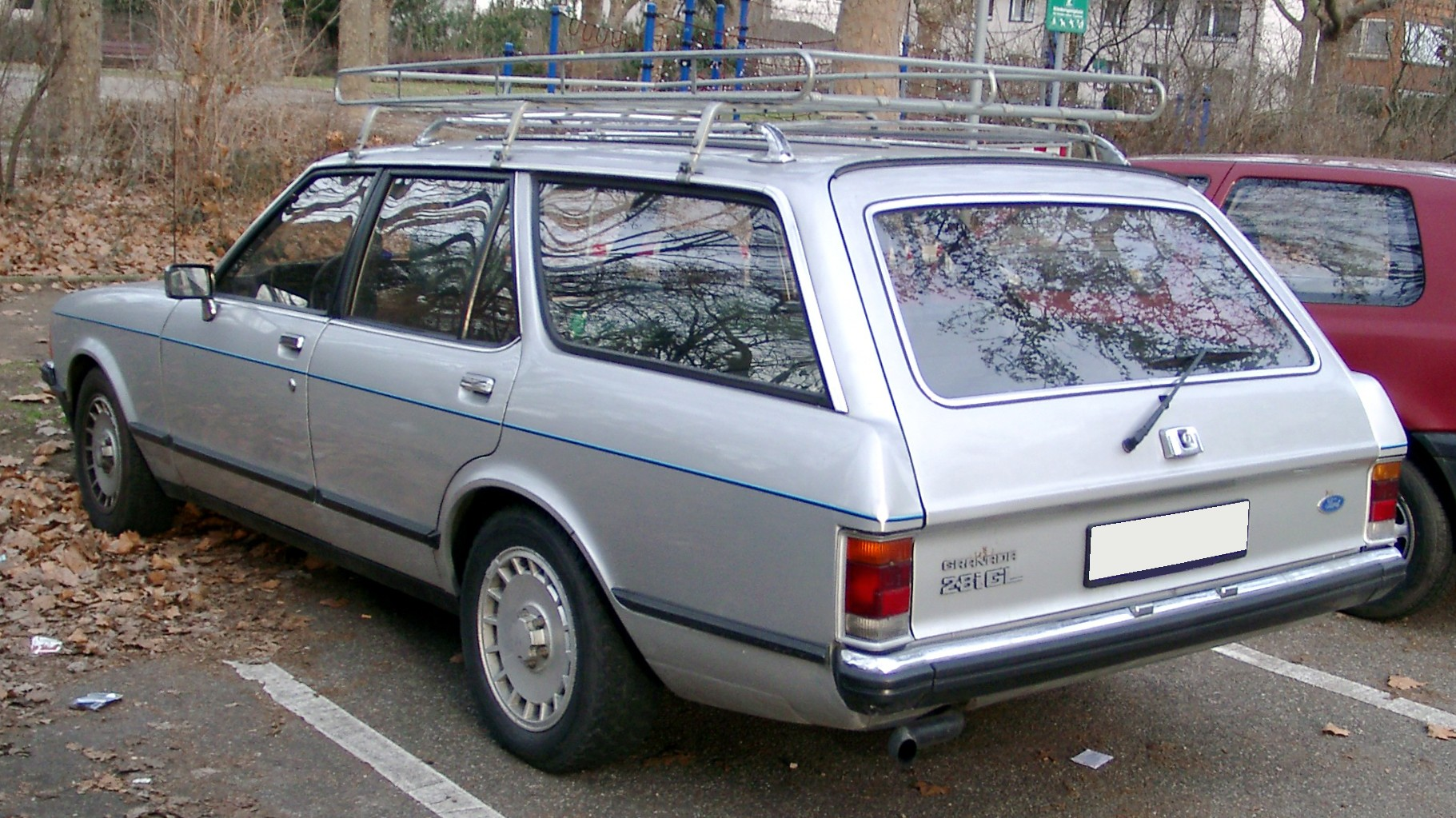
Ford Granada Turnier (1977–1981)

### Modellpflege Granada '82
Im Rahmen einer Modellpflege im September 1981 firmierte das Fahrzeug als Granada ’82 mit 2214 geänderten Teilen, vorwiegend im Bereich der Technik. Die zweitürige Limousine wurde nicht mehr hergestellt.
Der Granada wurde bevorzugt mit V6-Motoren aus Kölner Fertigung bestellt, die schon 1964 mit den Vorgängermodellen vorgestellt worden waren. Von da an bis zur Einstellung des Granada produzierte Ford die meisten Sechszylindermotor-Fahrzeuge in Europa. 1977 lag der Ford-Marktanteil in Europa bei bisher nicht wieder erreichten 17,2 %.
Der Granada wurde als Limousine und als Kombi Turnier bis März 1985 in insgesamt 1,619 Millionen Exemplaren hergestellt. Ford verwendete den Namen „Granada“ wegen der hohen Imagewirkung im Vereinigten Königreich bis 1994 als Typbezeichnung auch noch für den Nachfolger Scorpio.

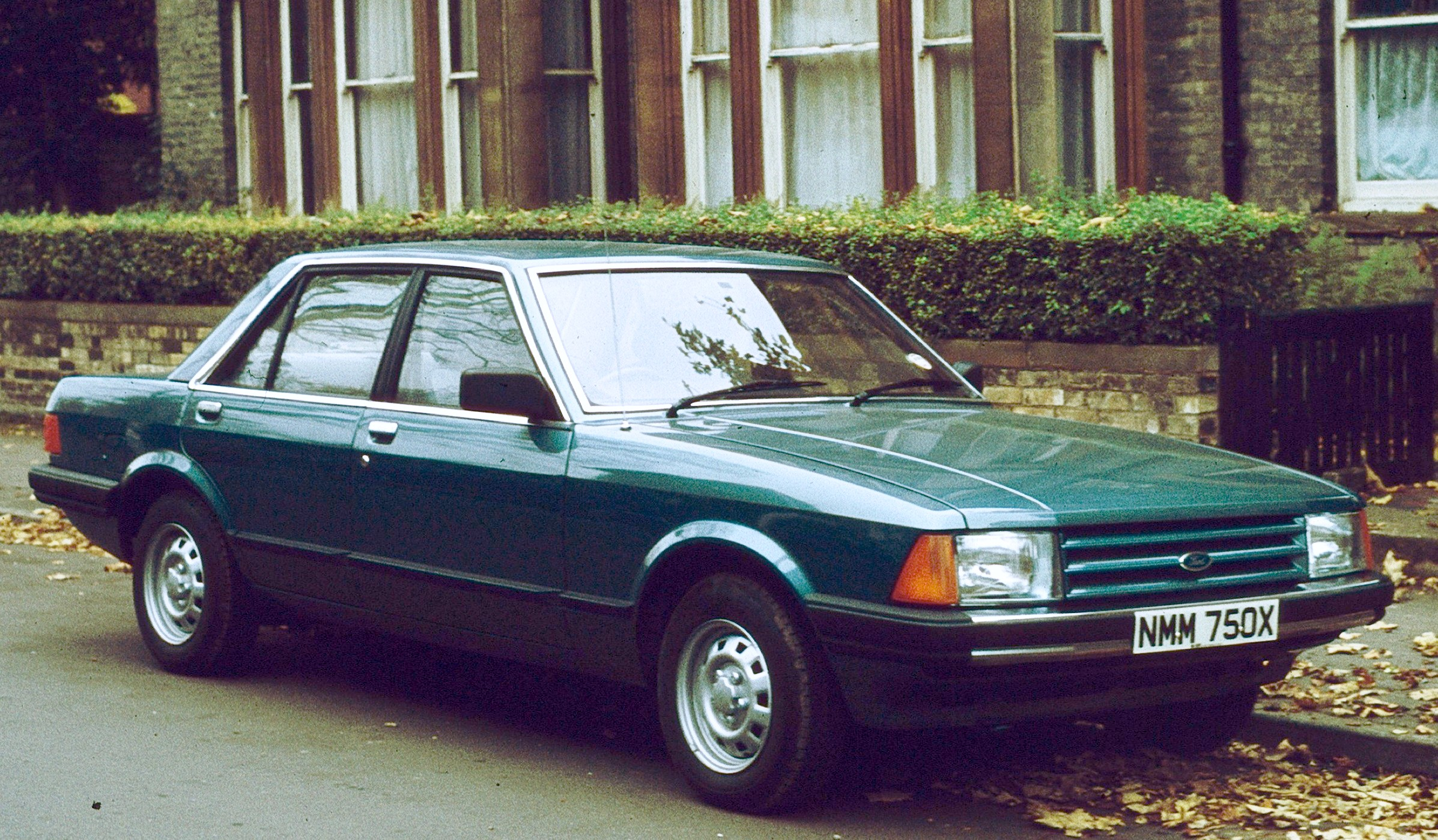
Ford Granada (1981–1985)
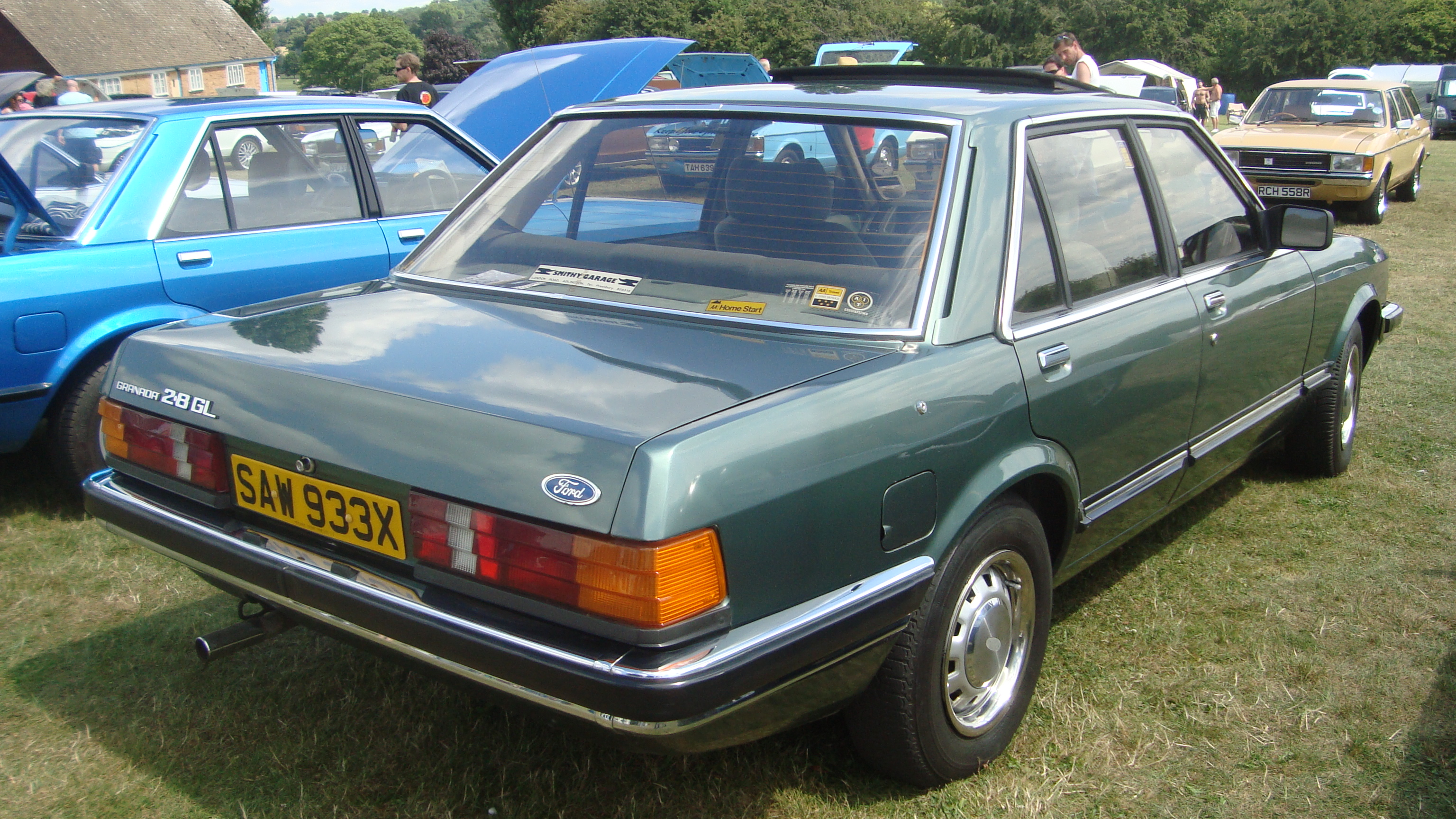
Heckansicht
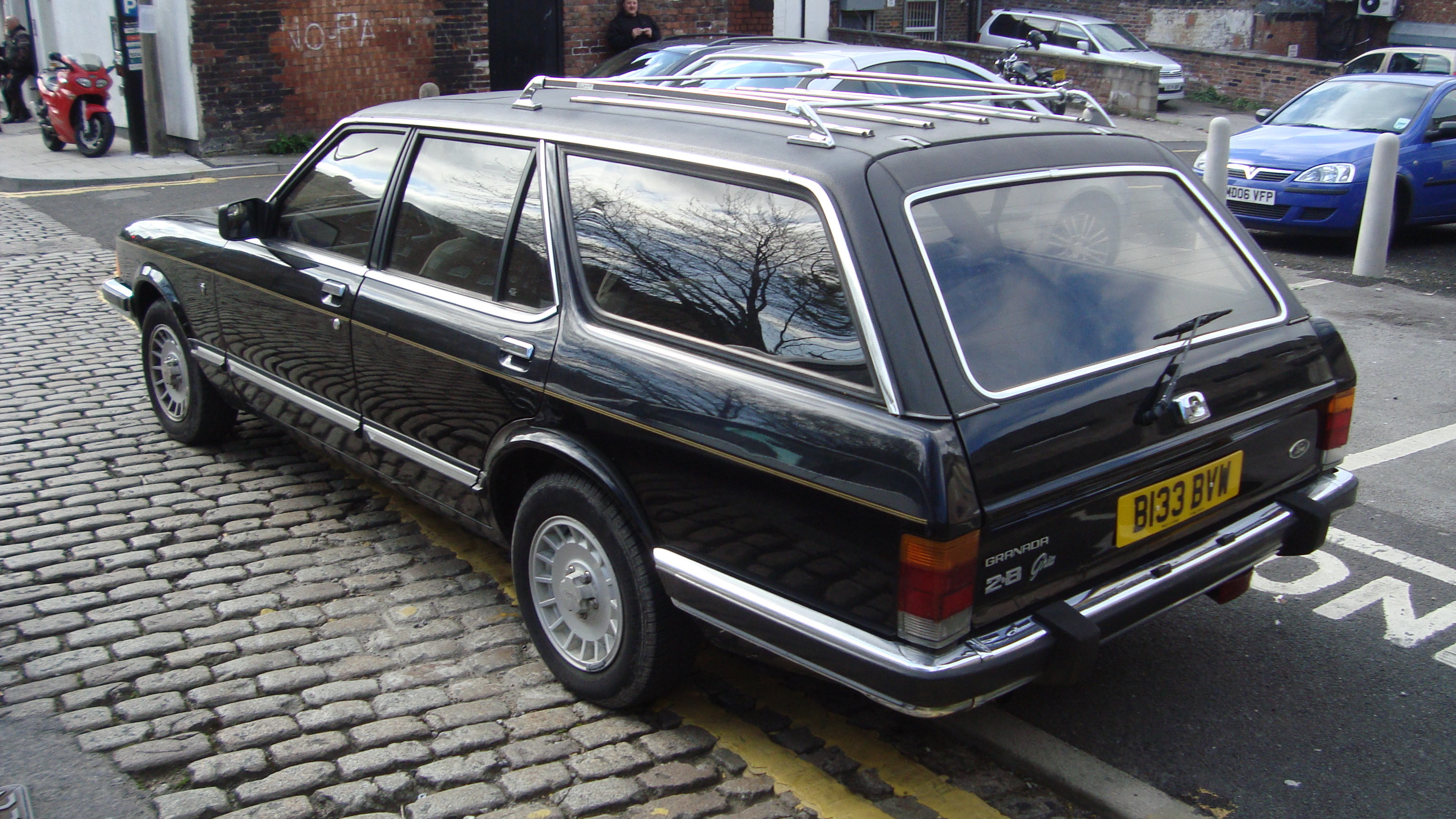
Ford Granada Turnier (1981–1985)
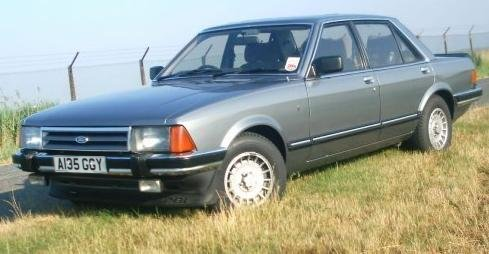
Ford Granada Ghia (1984)
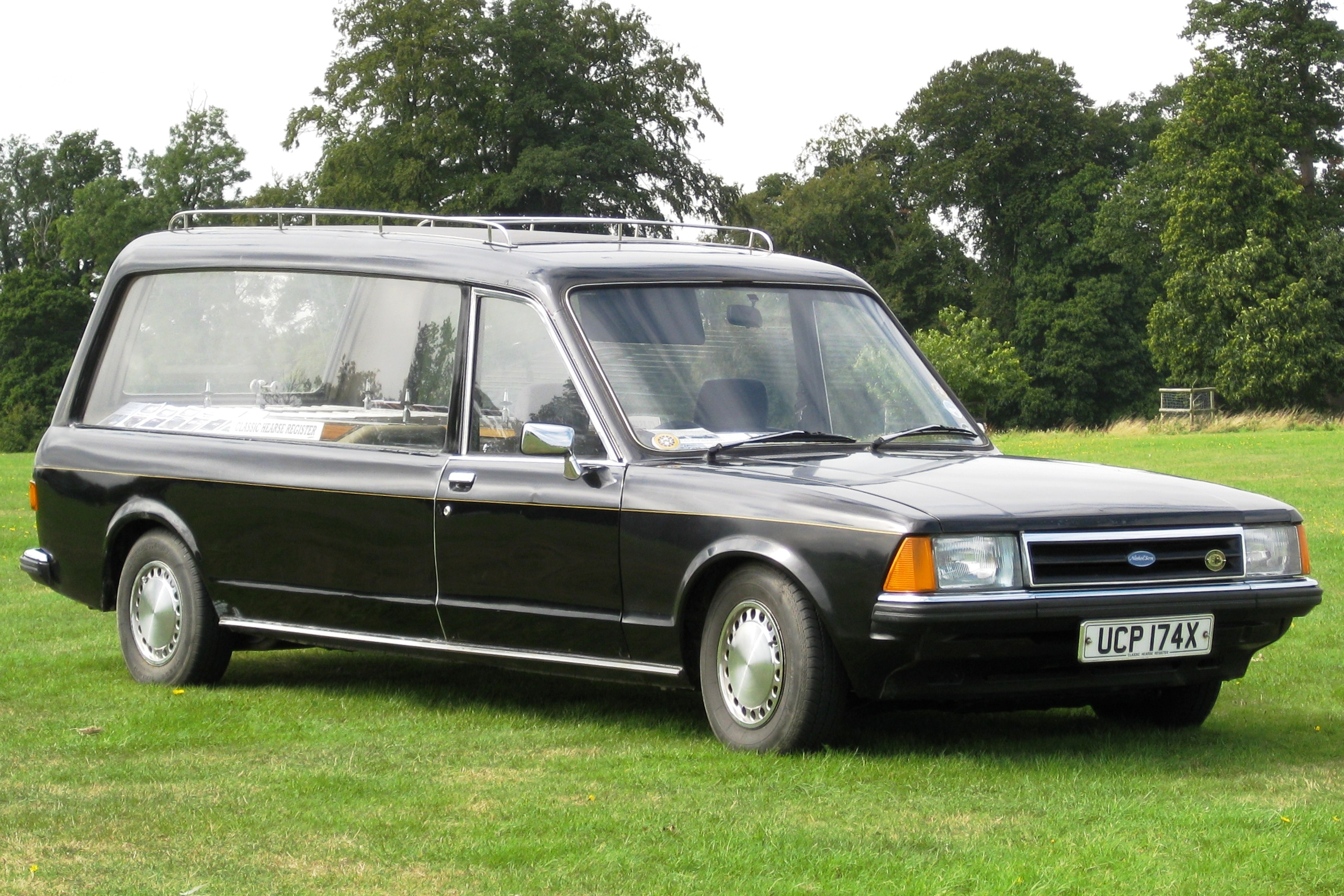
Ford Granada Leichenwagen (1982)

Motoren von Consul/Granada, Granada ’78 und Granada ’82:
| 1,6-Liter-Vierzylinder  | R4 OHC | (73 PS)                        | 1981–1983                       |                           |
| 1,7-Liter-Vierzylinder  | V4     | (70 PS)                        | 1978–1981                       |                           |
| 1,7-Liter-Vierzylinder  | V4     | (75 PS)                        | 1972–1981                       |                           |
| 2,0-Liter-Vierzylinder  | R4 OHC | (99 PS)                        | 1972–1975                       |                           |
| 2,0-Liter-Vierzylinder  | V4     | (82 PS)                        | „Essex“                         | (nur Großbritannien)      |
| 2,0-Liter-Vierzylinder  | R4     | (101 PS) ab 1981: 105 PS (NEK) |                                 |                           |
| 2,0-Liter Sechszylinder | V6     | (90 PS)                        | ab 1975                         |                           |
| 2,3-Liter-Sechszylinder | V6     | (108 PS)                       | 1972–1983                       |                           |
| 2,3-Liter-Sechszylinder | V6     | (114 PS)                       | 1983–1985                       |                           |
| 2,5-Liter-Sechszylinder | V6     | (120 PS)                       | „Essex“                         | (nur Großbritannien)      |
| 2,6-Liter-Sechszylinder | V6     | (125 PS)                       | 1972–1977                       |                           |
| 2,8-Liter-Sechszylinder | V6     | (135 PS)                       | Vergaser (1977–1985)            |                           |
| 2,8-Liter-Sechszylinder | V6     | (150 PS)                       | Einspritzer                     | (1976–1977)               |
| 2,8-Liter-Sechszylinder | V6     | (160 PS)                       | Einspritzer                     | (1978–1981)               |
| 2,8-Liter-Sechszylinder | V6     | (150 PS)                       | Einspritzer                     | (1982–1985)               |
| 3,0-Liter-Sechszylinder | V6     | (138 PS)                       | „Essex“ (1972–1977)             |                           |
| 1,9-Liter-Dieselmotor   | R4     | (54 PS)                        | Indenor (von Peugeot zugekauft) | (nur einige Exportländer) |
| 2,1-Liter-Dieselmotor   | R4     | (63 PS) 1979–1983              | Indenor (von Peugeot zugekauft) |                           |
| 2,5-Liter-Dieselmotor   | R4     | (69 PS) 1983–1985              | Indenor (von Peugeot zugekauft) |                           |

### Sondermodelle
Unter anderem wurden folgende Sondermodelle in limitierter Auflage angeboten:
- Granada Jubiläums-Modell (1975) mit 2,0-Liter-V6-Motor, Lackfarbe Arizona-Goldmetallic, L-Variante mit Ausstattungsmerkmalen der Ghia-Version
- Granada Traveller (1977)
- Granada Favorit (1977)
- Granada Ghia Executive (1977), mit 3,0-Liter-V6-Motor, Lackfarbe schwarz, Aluminiumräder von Ronal
- Granada Saphir (1979), mit 2,3- oder 2,8-Liter-V6-Motor, Zweifarblackierung und gehobene Ausstattung; limitierte Auflage (für BRD 600 Stück)
- Granada Holiday (1979, mit 2,0- oder 2,3-Liter-V6-Motor), L-Variante mit Ausstattungsmerkmalen der GL-Modelle
- Granada Chasseur, Kombi mit Zweifarblackierung in Roman Bronze/Tuscan Beige (1980)
- Granada Talisman mit Zusatzscheinwerfern, Lackfarben in Dove Grey, Cobalt Blue, Tibetan Gold oder Forest Green (Großbritannien, 1980)
- Granada Consort mit Zweifarblackierung (Großbritannien, 1981)
- Granada Savoy (Dänemark)
- Granada Topas (1981)
- Granada Berlin (1982)

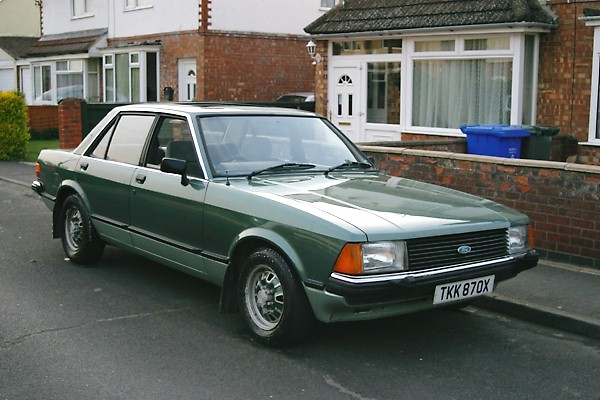
Ford Granada Consort
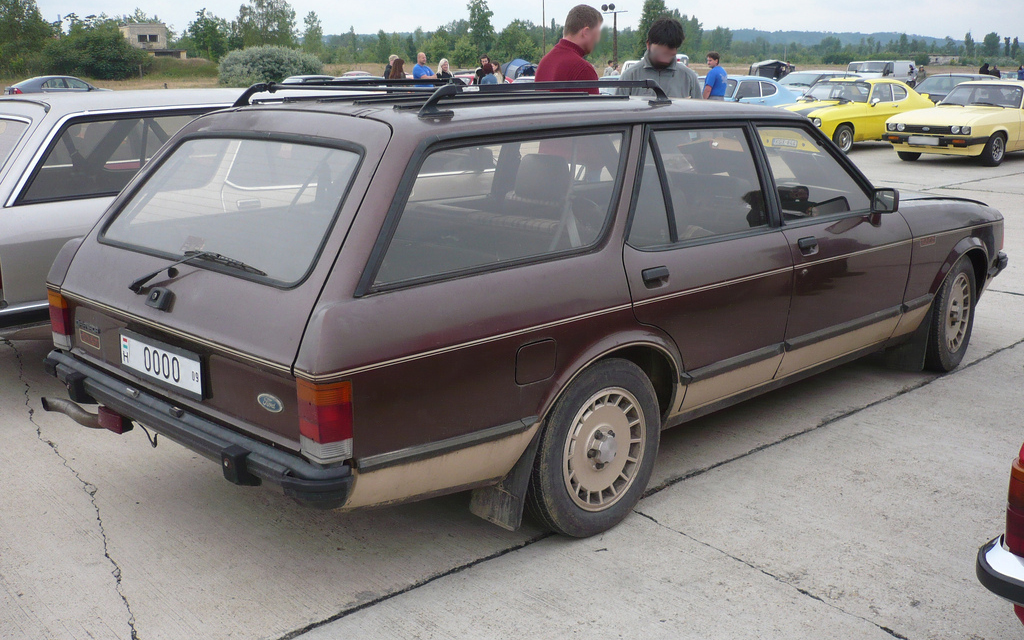
Ford Granada Turnier Chasseur

| Technische Daten Ford Granada 1977–1985 | | | | | | | | | | | |
| Ford Consul/Granada:                    | 1.7 LC | 1.7 HC | 1.6 | 2.0 | 2.0 V6 | 2.3 | 2.8 | 2.8 i | 1.9 D | 2.1 D | 2.5 D |
| Baujahre                                | 1977–1981 | 1977–1981 | 1981–1982 | 1979–1985 | 1977–1985 | 1977–1985 | 1977–1985 | 1977–1985 | 1978–1979 | 1978–1982 | 1982–1985 |
| Motor:                                  | 4-Zylinder-V-Motor (Viertakt, 60°) | 4-Zylinder-V-Motor (Viertakt, 60°) | 4-Zylinder-Reihenmotor (Viertakt) | 4-Zylinder-Reihenmotor (Viertakt) | 6-Zylinder-V-Motor (Viertakt; Zylinderwinkel 60°)                                                                                            | 6-Zylinder-V-Motor (Viertakt; Zylinderwinkel 60°)                                                                                            | 6-Zylinder-V-Motor (Viertakt; Zylinderwinkel 60°)                                                                                            | 6-Zylinder-V-Motor (Viertakt; Zylinderwinkel 60°)                                                                                            | 4-Zylinder-Reihenmotor (Viertakt) | 4-Zylinder-Reihenmotor (Viertakt) | 4-Zylinder-Reihenmotor (Viertakt)                                                                              |
| Hubraum:                                | 1699 cm³ | 1699 cm³ | 1593 cm³ | 1993 cm³ | 1999 cm³ | 2294 cm³ | 2792 cm³ | 2792 cm³ | 1948 cm³ | 2112 cm³ | 2499 cm³ |
| Bohrung × Hub:                          | 90 mm × 66,8 mm | 90 mm × 66,8 mm | 87,67 mm × 66 mm | 90,8 mm × 77 mm | 84 mm × 60,14 mm | 90 mm × 60,14 mm | 93 mm × 68,5 mm | 93 mm × 68,5 mm | 88 mm × 80 mm | 90 mm × 83 mm | 94 mm × 90 mm                                                                                                  |
| Leistung bei 1/min:                     | 51 kW (70 PS) bei 5000 | 55 kW (75 PS) bei 5000 | 55 kW (75 PS) bei 5500 | 74–77 kW (101–105 PS) bei 5200 | 66 kW (90 PS) bei 5100 | 79–84 kW (108–114 PS) bei 5000–5300 | 99 kW (135 PS) bei 5200 | 118 kW (160 PS) bei 5700 | 40 kW (54 PS) bei 4500 | 46 kW (63 PS) bei 4500 | 51 kW (69 PS) bei 4200                                                                                         |
| Max. Drehmoment bei 1/min:              | 120 Nm bei 3000 | 125 Nm bei 3000 | 117 Nm bei 3200 | 153 Nm bei 4000 | 141 Nm bei 3000 | 173 Nm bei 3000 | 212 Nm bei 3000 | 217 Nm bei 4300 | 111 Nm bei 2300 | 122 Nm bei 2000 | 148 Nm bei 2000                                                                                                |
| Gemischaufbereitung:                    | 1 Register-Fallstrom-Vergaser (Solex) | 1 Register-Fallstrom-Vergaser (Solex) | 1 Fallstrom-Vergaser (Ford) | 1 Register-Fallstrom-Vergaser (Weber) | 1 Doppel-Fallstromvergaser (Solex) | 1 Doppel-Fallstromvergaser (Solex) | 1 Doppel-Fallstromvergaser (Solex) | Einspritzung (Bosch K-Jetronic) | Diesel-Einspritzpumpe (Bosch) | Diesel-Einspritzpumpe (Bosch) | Diesel-Einspritzpumpe (Bosch)                                                                                  |
| Ventilsteuerung:                        | OHV, zentrale Nockenwelle, Stirnräder | OHV, zentrale Nockenwelle, Stirnräder | OHC, Zahnriemen | OHC, Zahnriemen | OHV, zentrale Nockenwelle, Stirnräder | OHV, zentrale Nockenwelle, Stirnräder | OHV, zentrale Nockenwelle, Stirnräder | OHV, zentrale Nockenwelle, Stirnräder | Stoßstangen und Kipphebel (seitliche Nockenwelle, Zahnriemen)                                                                                | Stoßstangen und Kipphebel (seitliche Nockenwelle, Zahnriemen)                                                                                | Stoßstangen und Kipphebel (seitliche Nockenwelle, Zahnriemen)                                                  |
| Kühlung:                                | Wasserkühlung | Wasserkühlung | Wasserkühlung | Wasserkühlung | Wasserkühlung | Wasserkühlung | Wasserkühlung | Wasserkühlung | Wasserkühlung | Wasserkühlung | Wasserkühlung                                                                                                  |
| Getriebe:                               | 4-Gang-Getriebe a. w. (für Sechszylindermodelle) 5-Gang a. W. (außer 1,7 LC-, 1,6-Liter- und Diesel-Modelle) Dreistufen-Automatik (Ford C3); | 4-Gang-Getriebe a. w. (für Sechszylindermodelle) 5-Gang a. W. (außer 1,7 LC-, 1,6-Liter- und Diesel-Modelle) Dreistufen-Automatik (Ford C3); | 4-Gang-Getriebe a. w. (für Sechszylindermodelle) 5-Gang a. W. (außer 1,7 LC-, 1,6-Liter- und Diesel-Modelle) Dreistufen-Automatik (Ford C3); | 4-Gang-Getriebe a. w. (für Sechszylindermodelle) 5-Gang a. W. (außer 1,7 LC-, 1,6-Liter- und Diesel-Modelle) Dreistufen-Automatik (Ford C3); | 4-Gang-Getriebe a. w. (für Sechszylindermodelle) 5-Gang a. W. (außer 1,7 LC-, 1,6-Liter- und Diesel-Modelle) Dreistufen-Automatik (Ford C3); | 4-Gang-Getriebe a. w. (für Sechszylindermodelle) 5-Gang a. W. (außer 1,7 LC-, 1,6-Liter- und Diesel-Modelle) Dreistufen-Automatik (Ford C3); | 4-Gang-Getriebe a. w. (für Sechszylindermodelle) 5-Gang a. W. (außer 1,7 LC-, 1,6-Liter- und Diesel-Modelle) Dreistufen-Automatik (Ford C3); | 4-Gang-Getriebe a. w. (für Sechszylindermodelle) 5-Gang a. W. (außer 1,7 LC-, 1,6-Liter- und Diesel-Modelle) Dreistufen-Automatik (Ford C3); | 4-Gang-Getriebe a. w. (für Sechszylindermodelle) 5-Gang a. W. (außer 1,7 LC-, 1,6-Liter- und Diesel-Modelle) Dreistufen-Automatik (Ford C3); | 4-Gang-Getriebe a. w. (für Sechszylindermodelle) 5-Gang a. W. (außer 1,7 LC-, 1,6-Liter- und Diesel-Modelle) Dreistufen-Automatik (Ford C3); | 5-Gang-Getriebe                                                                                                |
| Radaufhängung vorn:                     | Einzelradaufhängung an Doppelquerlenkern, Schraubenfedern                                                                                    | Einzelradaufhängung an Doppelquerlenkern, Schraubenfedern                                                                                    | Einzelradaufhängung an Doppelquerlenkern, Schraubenfedern                                                                                    | Einzelradaufhängung an Doppelquerlenkern, Schraubenfedern                                                                                    | Einzelradaufhängung an Doppelquerlenkern, Schraubenfedern                                                                                    | Einzelradaufhängung an Doppelquerlenkern, Schraubenfedern                                                                                    | Einzelradaufhängung an Doppelquerlenkern, Schraubenfedern                                                                                    | Einzelradaufhängung an Doppelquerlenkern, Schraubenfedern                                                                                    | Einzelradaufhängung an Doppelquerlenkern, Schraubenfedern                                                                                    | Einzelradaufhängung an Doppelquerlenkern, Schraubenfedern                                                                                    | Einzelradaufhängung an Doppelquerlenkern, Schraubenfedern                                                      |
| Radaufhängung hinten:                   | Schräglenkerachse, Schraubenfedern | Schräglenkerachse, Schraubenfedern | Schräglenkerachse, Schraubenfedern | Schräglenkerachse, Schraubenfedern | Schräglenkerachse, Schraubenfedern | Schräglenkerachse, Schraubenfedern | Schräglenkerachse, Schraubenfedern | Schräglenkerachse, Schraubenfedern | Schräglenkerachse, Schraubenfedern | Schräglenkerachse, Schraubenfedern | Schräglenkerachse, Schraubenfedern                                                                             |
| Bremsen:                                | Scheibenbremsen vorne (Ø 262 mm), 2,8 Liter innenbelüftet, Trommelbremsen hinten (Ø 228,7 mm, Turnier: 254 mm)                               | Scheibenbremsen vorne (Ø 262 mm), 2,8 Liter innenbelüftet, Trommelbremsen hinten (Ø 228,7 mm, Turnier: 254 mm)                               | Scheibenbremsen vorne (Ø 262 mm), 2,8 Liter innenbelüftet, Trommelbremsen hinten (Ø 228,7 mm, Turnier: 254 mm)                               | Scheibenbremsen vorne (Ø 262 mm), 2,8 Liter innenbelüftet, Trommelbremsen hinten (Ø 228,7 mm, Turnier: 254 mm)                               | Scheibenbremsen vorne (Ø 262 mm), 2,8 Liter innenbelüftet, Trommelbremsen hinten (Ø 228,7 mm, Turnier: 254 mm)                               | Scheibenbremsen vorne (Ø 262 mm), 2,8 Liter innenbelüftet, Trommelbremsen hinten (Ø 228,7 mm, Turnier: 254 mm)                               | Scheibenbremsen vorne (Ø 262 mm), 2,8 Liter innenbelüftet, Trommelbremsen hinten (Ø 228,7 mm, Turnier: 254 mm)                               | Scheibenbremsen vorne (Ø 262 mm), 2,8 Liter innenbelüftet, Trommelbremsen hinten (Ø 228,7 mm, Turnier: 254 mm)                               | Scheibenbremsen vorne (Ø 262 mm), 2,8 Liter innenbelüftet, Trommelbremsen hinten (Ø 228,7 mm, Turnier: 254 mm)                               | Scheibenbremsen vorne (Ø 262 mm), 2,8 Liter innenbelüftet, Trommelbremsen hinten (Ø 228,7 mm, Turnier: 254 mm)                               | Scheibenbremsen vorne (Ø 262 mm), 2,8 Liter innenbelüftet, Trommelbremsen hinten (Ø 228,7 mm, Turnier: 254 mm) |
| Lenkung:                                | Zahnstangenlenkung ab ´83 Servolenkung Serie außer 1,6 Liter                                                                                 | Zahnstangenlenkung ab ´83 Servolenkung Serie außer 1,6 Liter                                                                                 | Zahnstangenlenkung ab ´83 Servolenkung Serie außer 1,6 Liter                                                                                 | Zahnstangenlenkung ab ´83 Servolenkung Serie außer 1,6 Liter                                                                                 | Zahnstangenlenkung ab ´83 Servolenkung Serie außer 1,6 Liter                                                                                 | Zahnstangenlenkung ab ´83 Servolenkung Serie außer 1,6 Liter                                                                                 | Zahnstangenlenkung ab ´83 Servolenkung Serie außer 1,6 Liter                                                                                 | Zahnstangenlenkung ab ´83 Servolenkung Serie außer 1,6 Liter                                                                                 | Zahnstangenlenkung ab ´83 Servolenkung Serie außer 1,6 Liter                                                                                 | Zahnstangenlenkung ab ´83 Servolenkung Serie außer 1,6 Liter                                                                                 | Zahnstangenlenkung ab ´83 Servolenkung Serie außer 1,6 Liter                                                   |
| Karosserie:                             | Stahlblech, selbsttragend | Stahlblech, selbsttragend | Stahlblech, selbsttragend | Stahlblech, selbsttragend | Stahlblech, selbsttragend | Stahlblech, selbsttragend | Stahlblech, selbsttragend | Stahlblech, selbsttragend | Stahlblech, selbsttragend | Stahlblech, selbsttragend | Stahlblech, selbsttragend                                                                                      |
| Spurweite vorn/hinten:                  | 1515/1532 mm | 1515/1532 mm | 1515/1532 mm | 1515/1532 mm | 1515/1532 mm | 1515/1532 mm | 1515/1532 mm | 1515/1532 mm | 1515/1532 mm | 1515/1532 mm | 1515/1532 mm                                                                                                   |
| Radstand:                               | 2769 mm | 2769 mm | 2769 mm | 2769 mm | 2769 mm | 2769 mm | 2769 mm | 2769 mm | 2769 mm | 2769 mm | 2769 mm |
| Länge:                                  | 4633–4720 mm (Turnier: 4752–4824 mm) | 4633–4720 mm (Turnier: 4752–4824 mm) | 4633–4720 mm (Turnier: 4752–4824 mm) | 4633–4720 mm (Turnier: 4752–4824 mm) | 4633–4720 mm (Turnier: 4752–4824 mm) | 4633–4720 mm (Turnier: 4752–4824 mm) | 4633–4720 mm (Turnier: 4752–4824 mm) | 4633–4720 mm (Turnier: 4752–4824 mm) | 4633–4720 mm (Turnier: 4752–4824 mm) | 4633–4720 mm (Turnier: 4752–4824 mm) | 4633–4720 mm (Turnier: 4752–4824 mm)                                                                           |
| Leergewicht:                            | 1230–1435 kg | 1230–1435 kg | 1230–1435 kg | 1230–1435 kg | 1230–1435 kg | 1230–1435 kg | 1230–1435 kg | 1230–1435 kg | 1230–1435 kg | 1230–1435 kg | 1230–1435 kg                                                                                                   |
| Höchstgeschwindigkeit:                  | 144 km/h | 140–148 km/h | 149 km/h | 158–166 km/h | 152–157 km/h | 159–164 km/h | 180–183 km/h | 190–193 km/h | 127 km/h | 137 km/h | 145 km/h |
| 0–100 km/h:                             | 18–20 s | 17–23 s | 19 s | 13,5–17 s | 16,5–20 s | 13–17 s | 11,5–14 s | 10–12 s | 32 s | 27 s | 22–22,5 s |
| Verbrauch (Liter/100 Kilometer):        | 13,0–13,5 N | 13,0–14,5 S | 13,5 S | 13,0–14,5 S | 13,5–15,0 S | 14–16 S | 14,5–16,5 S | 15–16,5 S | 10,0 D | 11,0 D | 12,0 D |

## Trivia
Der Ford Granada war deutlich größer als seine Wettbewerber: der Kombi – bei Ford Turnier genannt – war noch länger als die viertürige Limousine und damit bei seiner Einführung der größte Serien-Kombi in Europa. Ford warb zeitweilig mit dem Slogan „Viel Auto fürs Geld“. Auf dem Gebrauchtmarkt war das Auto besonders bei größeren Familien sehr beliebt, so auch bei türkischen Gastarbeitern in Deutschland.
Das Nachrüsten von Turboladern war Ende der 1970er Jahre als Maßnahme zur Leistungssteigerung recht beliebt und wurde auch beim Granada angewendet. Die Stuttgarter „Schwabengarage“, nach eigenem Bekunden seinerzeit größter Ford-Händler der Welt, rüstete gegen einen Aufpreis von knapp 6000 DM (Stand 1980) den 2,3-Liter-V6- oder den 2,8-Liter-V6-Ottomotor mit einem Turbolader des Fahrzeugveredlers May aus. Der 2,3-Liter-Motor brachte es dabei auf etwa 180 PS und der 2,8-Liter-Motor kam mit Turbolader auf etwa 200 PS. Diese Motoren konnten auch für alle anderen Ford-Modelle mit dem 2,3-Liter-Motor (Taunus und Capri) geordert werden.
Dank seiner großen Knautschzonen und der starken Motorisierung ist der Ford Granada seit den 1980er Jahren ein beliebtes Stockcar-Fahrzeug. Bei der größten deutschen Stockcar-Veranstaltung, der TV total Stock Car Crash Challenge, beherrschten Granadas jahrelang das Teilnehmerfeld in der obersten Hubraumklasse und errangen dort mit einer Ausnahme die Tagessiege.

## Populärkultur
In Filmen und Fernsehserien kam der Ford Granada häufig zum Einsatz, beispielsweise als Dienstwagen des Chefs Cowley in der britischen Fernsehserie Die Profis (1977–83); dort war auch im Vorspann ein Ford Granada zu sehen, der durch eine Glasfassade flog. Ein grüner Ford Granada der ersten Serie wurde durchgehend als Dienstwagen in den ersten Staffeln der deutschen Krimiserie Der Fahnder (ab 1983) vom Hauptdarsteller Faber (Klaus Wennemann) benutzt, als diese Baureihe schon relativ betagt war. Dieter Hallervorden fuhr im Film Der Schnüffler (1983) einen Granada der ersten Serie als Taxi. Kommissar Schimanski aus der Reihe Tatort benutzte in der Anfangszeit (ab 1981) ebenfalls mehrere Folgen lang einen Ford Granada der zweiten Serie als zivilen Dienstwagen. Da die Fahrzeuge lange in großer Zahl und relativ preiswert als Gebrauchtwagen verfügbar waren, wurden später unzählige für inszenierte Unfallszenen verwendet. 2013 war der Ford Granada Ghia in Edgar Wrights Film The World’s End zu sehen, das schwarze Modell von Simon Pegg hatte dort den Spitznamen „Das Biest“. In der englischen Krimiserie Die Füchse fuhr der Ermittler Regan einen braunen Granada Ghia.  
Ein oranges Granada-GXL-Coupe ist der heimliche Hauptdarsteller in dem Film Absolute Giganten von Sebastian Schipper. Es wurde mit einem 5.0l V8 ausgestattet. Ein Filmauto hat überlebt und wird aktuell restauriert.
Im Song Sommer ’89 (Er schnitt Löcher in den Zaun) von Kettcar fährt der Protagonist in einem „alten, himmelblauen Ford Granada“ zur österreichisch-ungarischen Grenze, um DDR-Bürgern die Flucht nach Westdeutschland zu ermöglichen. Auf dem Cover sowie im Videoclip ist ein blaues Coupé der Baureihe 1972–77 zu sehen.

## Hyundai
Nachdem Hyundai aus Südkorea bereits den Vertrieb des Ford P7 für Ford in Südkorea übernommen hatte, wurde die zweite Generation des Granada ab 1977 nun bei Hyundai montiert und für Ford in Südkorea vermarktet. Teilweise mit nur wenigen Monaten Unterschied folgten auch Modernisierungen und Überarbeitungen. Bis Dezember 1985 entstanden 4743 Stück, danach produzierte Hyundai mit dem Hyundai Grandeur ein eigenes Modell.